# Amarna-Briefe

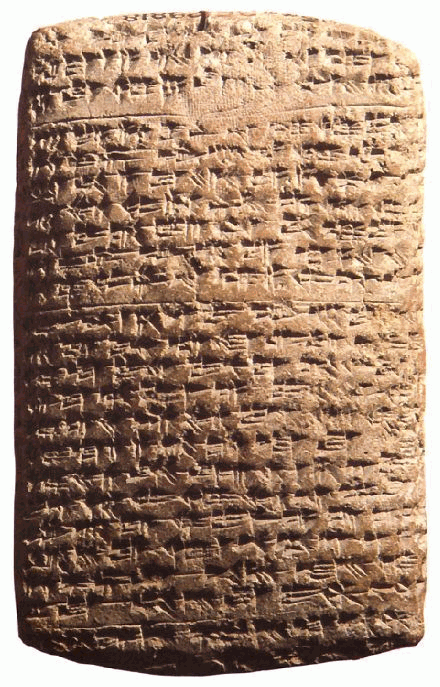
EA 161 (Vorderseite), Aziru von Amurru an den Pharao

Bei den sogenannten Amarna-Briefen aus dem Amarna-Archiv handelt es sich um einen umfangreichen Fund an Tontafeln in akkadischer Keilschrift des Palastarchives des Pharao Echnaton, Neues Reich (1550 bis 1070 v. Chr. (18. bis 20. Dynastie)), aus seiner Residenz Achet-Aton, dem heutigen Tell el Amarna in Ägypten.

## Fundumstände

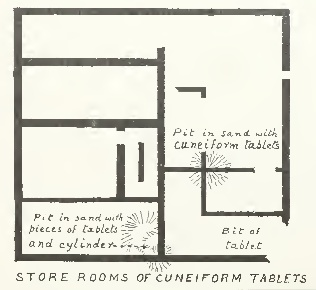
Das königliche Archiv in Amarna

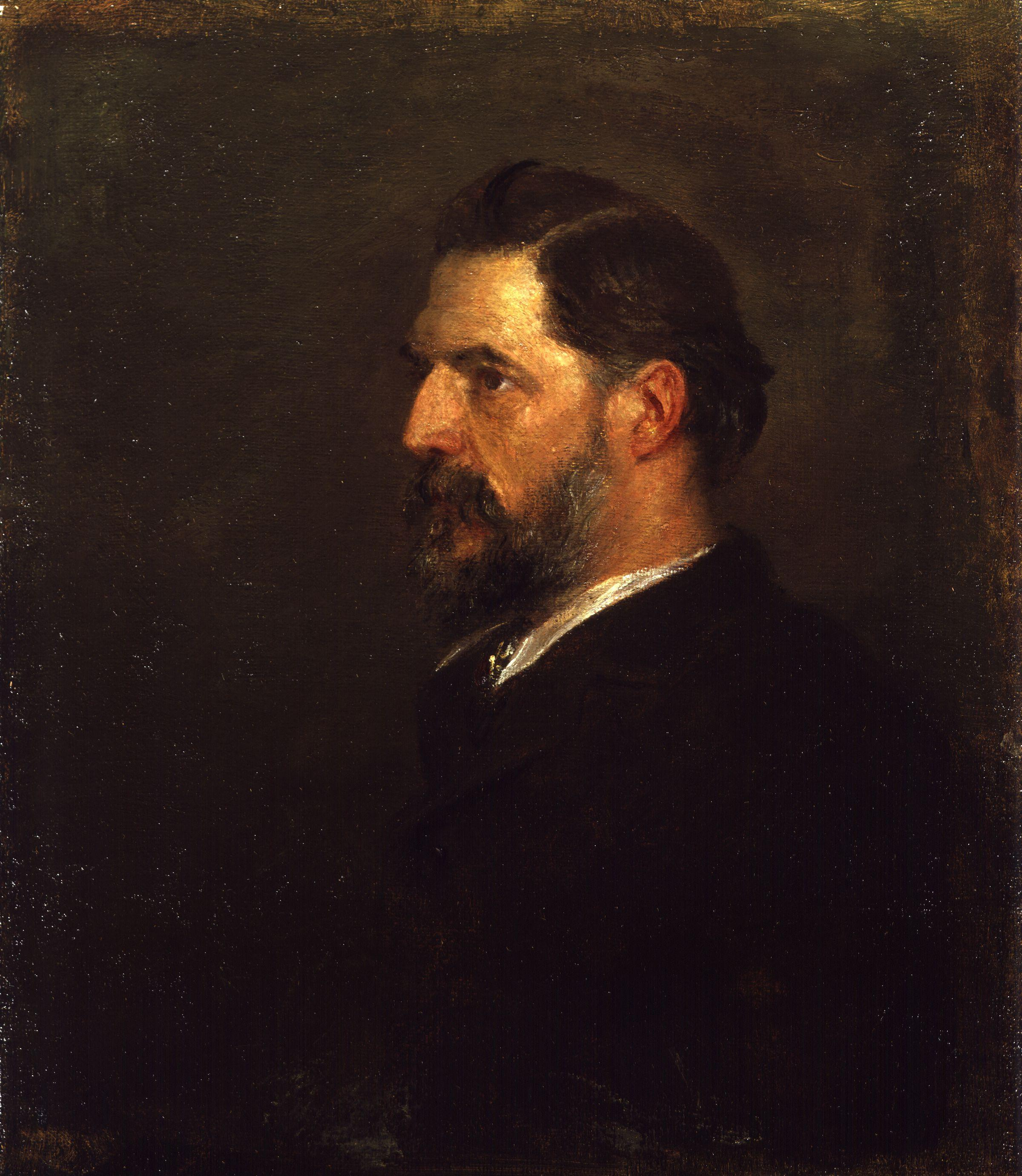
W. M. Flinders Petrie, der das königliche Archiv in Amarna archäologisch ausgrub und weitere Tontafeln entdeckte.

Die Amarna-Briefe sind nach ihrem Fundort el-Amarna benannt, nach dem sie üblicherweise mit EA abgekürzt werden. Über die genauen Fundumstände gibt es unterschiedliche Berichte. Wahrscheinlich fanden im Jahr 1887 Fellachen die Tontafeln mit Keilschrift, als sie nach Altertümern suchten, nach Mergel zur Düngung ihrer Äcker gruben oder von den Ruinen Ziegel zur Wiederverwendung abtrugen. Die ersten Funde dürften weitere „Schatzsucher“ angezogen haben. Dabei wurden einige Stücke willentlich oder unwillentlich zerbrochen und zerstört, oder sie waren bereits seit antiker Zeit in diesem Zustand. Etwas mehr als 300 der Tafeln gelangten auf unterschiedlichen Kanälen in den Antiquitätenhandel von Kairo und von dort in zahlreiche europäische Museen und das Ägyptische Museum in Kairo.
Von November 1891 bis März 1892 führte W. M. Flinders Petrie auf dem Trümmerfeld von Amarna systematische Ausgrabungen durch und legte dabei viele Gebäude der Stadt frei. In einem Gebäude, das östlich vom Königspalast, südlich vom großen und nahe der nördlichen Ecke des kleinen Tempels lag (und das Petrie als Nr. 19 bezeichnete), fand er weitere Keilschrifttafeln und einen kleinen Tonzylinder mit Keilschrift. Er identifizierte das Gebäude als königliches Archiv, denn gestempelte Ziegel trugen die Aufschrift: der Ort der Aufzeichnungen des Palasts des Königs. Mit ziemlicher Sicherheit wurden in einem südöstlichen Zimmer dieses Hauses auch die anderen Amarna-Briefe gefunden. Petries Funde konzentrierten sich auf zwei Müllgruben nahe diesem Zimmer. Da die Gruben teilweise unter den Wänden des südöstlichen Zimmers lagen, wurden die Briefe hier vermutlich schon vor dem Bau des Gebäudes entsorgt.
Von den 22 Tontafelfragmenten der Petrie-Grabung enthielten nur sieben brieflich relevanten Inhalt. Von 1907 bis 1979 kamen weitere 24 Tafeln zum Vorschein. Von den heute 382 bekannten Tafeln sind 32 keine Briefe oder dazugehörige Inventarlisten, sondern Mythen und Epen aus der mesopotamischen Schriftkultur, Silbentabellen, lexikalische Texte, eine Geschichte hurritischen Ursprungs und eine Liste von ägyptischen Wörtern in silbischer Keilschrift und den Entsprechungen im Babylonischen.
Jørgen Alexander Knudtzon teilte die Amarna-Briefe in zwei Teile: Zuerst die internationale Korrespondenz, danach die Korrespondenz mit den ägyptischen Vasallen. Jene der internationalen Korrespondenz teilte er gegen den Uhrzeigersinn jeweiligen Reichen zu: Babylonien (EA 1-14), Assyrien (EA 15-16), Mitanni (EA 17,19-30), Arzawa (EA 31-32), Alašija (EA 33-40) und Hethiter-Reich (EA 41-44). Die zweite und weit größere Gruppe der Briefe teilte er von Norden nach Süden den Vasallen zu. Innerhalb der zugeordneten Gebiete sind sie chronologisch nach paläografischen Kriterien und innerer Logik geordnet.

## Sprache
Die Briefe sind in Keilschrift und mit wenigen Ausnahmen im Altbabylonischen, einem Dialekt der akkadischen Sprache, geschrieben, lassen aber auch kanaanäischen Einfluss erkennen. Die Übersetzung der Briefe bereitete außerordentliche Schwierigkeiten. Die Sprache ist das Produkt einer langen Entwicklung in der Diplomatie, von der vor der Amarna-Zeit fast nichts bekannt ist. So finden sich in den Amarna-Briefen Logogramme, die in den babylonischen Schreibschulen (gleichzeitig zur Amarna-Zeit) längst durch neue ersetzt worden waren, und es wurden alte Orthographien beibehalten, manchmal mit modernen vermischt. Damit dürften bereits im Altertum nur wenige Schreiber diese lingua franca der Diplomaten beherrscht haben und umso mehr bereitet sie heute Übersetzungsschwierigkeiten: „Für einen angehenden Übersetzer genügt es nicht, Akkadisch zu können, er muss außerdem Spezialist im Hebräischen und Ugaritischen sein, vor allem aber muss er die Briefe so genau kennen, dass er weiß, was er von jedem ihrer Verfasser zu erwarten hat.“
Richtungsweisend sind die Übersetzungen des norwegischen Linguisten für semitische Sprachen Jørgen Alexander Knudtzon von 1915 und von William L. Moran aus dem Jahr 1987.

## Chronologie
Auch die relative und absolute Chronologie der Amarna-Briefe bereitet der Forschung noch immer große Schwierigkeiten. Die Briefe waren nicht datiert und nur die Könige von Mitanni, Babylon und Assyrien nannten den Pharao beim Namen. Der König von Alašija adressierte an den „König von Ägypten“ und so auch die Vasallen, wenn sie nicht andere Umschreibungen wie „Mein Gott“ oder „Die Sonne“ wählten.
Einen wichtigen Anhaltspunkt gibt der hieratische Vermerk eines Schreibers auf EA 23. Er gibt als Empfangsdatum das 36. Regierungsjahr Amenophis’ III. an. Die anderen Briefe an Amenophis III. gliedern sich höchstwahrscheinlich in den vorherigen fünf Jahren ein, womit das Archiv etwa mit dem 30. Jahr dieses Königs beginnt.
Wesentlich schwieriger ist die Frage nach dem Ende der Amarna-Korrespondenz zu beantworten. Dies hängt generell mit den chronologischen Schwierigkeiten am Ende der Amarna-Zeit zusammen. Entscheidend ist die Frage, ob Tutanchamun noch Briefe in Amarna empfing oder ob der Textkorpus schon früher endet. Als Terminus post quem wird generell die hieratische Aufschrift eines Jahres 12 (Echnatons) auf EA 254 angesehen, Moran schließt aber eine Lesung als Jahr 32 (Amenophis’ III.) nicht aus. Daneben sind die Erwähnungen Meritatons an Stelle von Nofretete ein Anhaltspunkt.
Bereits unter Semenchkare begann die Wiederherstellung der alten, vor-amarnazeitlichen Verhältnisse und eine kompromisshafte Restaurierung des Amunkultes. Auch Tutanchamun setzte diese „sanfte“ Rückkehr zum alten Glauben anfangs fort. Irgendwann führte er eine kompromisslosere Restauration ein, indem er seinen Namen von Tutanchaton zu Tutanchamun änderte und die Residenz in Amarna zugunsten von Memphis aufgab. Nach Erik Hornung spielen „Aton und sein Hohepriester in den Gefäßaufschriften des 2. Regierungsjahres noch eine wichtige Rolle“.
Rolf Krauss geht dagegen davon aus, dass Amarna wahrscheinlich noch im 1. Jahr Tutanchamuns verlassen wurde:

„Auf alle Fälle wurde die Stadt zwischen den Weinernten des 1. und 2. Jahres Tutanchamuns aufgegeben, da sich zwar Weinkrugsiegel des 1. Jahres, aber keine Siegel des 2. Jahres aus Amarna nachweisen lassen. Auch das auf der Restaurationsstele Tutanchamuns wahrscheinlich zu ergänzende Datum Jahr [1] spricht für das Verlassen der Stadt nach der 1. Weinernte […].“

Hinzu kommt die Adressierung des Briefes EA 9 an einen König namens Nibhuruia. Vom philologischen Standpunkt ist eine Gleichsetzung mit Tutanchamuns Thronnamen Nb-ḫprw-Rˁ am wahrscheinlichsten, Echnatons Thronname Nfr-ḫprw-Rˁ ist aber nicht ganz auszuschließen (siehe in diesem Zusammenhang Dahamunzu-Affäre: Nibhururia).
Edward Fay Campbell hält es für möglich, dass Tutanchamun noch die Briefe EA 9, 210 und 170 in Amarna empfing, sie aber eher „irrtümlich“ dorthin geschickt wurden. Die Annahme, Tutanchamun sei der Adressat von EA 9, führt nach Hornung zu derart unwahrscheinlichen Folgerungen, dass die Gleichsetzung von Nibhuruia mit Echnaton sicher nicht voreilig auszuschließen sei. Außerdem geht er davon aus, dass nur jene Briefe in Amarna zurückgelassen wurden, die beim Umzug der Residenz nicht mehr aktuell waren. Dies alles deutet nach Hornung darauf hin, dass das Amarna-Archiv bald nach dem 12. Regierungsjahr Echnatons endet, vor oder zu Beginn der Mitregentschaft Semenchkares.
William Moran gliedert die internationale Korrespondenz wiederum folgendermaßen:
- Babylonien: Die letzten Jahre Amenophis’ III. bis in die späten Jahre Echnatons oder bis ins erste Jahr Tutanchamuns (wenn EA 9 tatsächlich an Tutanchamun adressiert war).
- Assyrien: Bis in die späten Jahre Echnatons, oder später.
- Mitanni: Jahr 30 Amenophis’ III. bis in die frühen Jahre Echnatons (unter der Annahme, dass es keine Koregenz gab)
- Arzawa: Zeit Amenophis’ III.

## Die internationale Korrespondenz
In der späten Bronzezeit war die Region um das östliche Mittelmeer unter wenigen Großmächten aufgeteilt, die sich als Mitglieder eines exklusiven „Clubs“ sahen, der in der Literatur öfters „Great Powers Club“ genannt wird. Dementsprechend sprachen sich die Könige der Großreiche in der diplomatischen Korrespondenz als „Brüder“ an. Die Amarna-Briefe sind Teil eines gut etablierten Systems der Diplomatie, von dem sich aber aus früherer Zeit archäologisch nichts erhalten hat.

### Babylonien (EA 1-14)

Babylonien unter den Kassiten

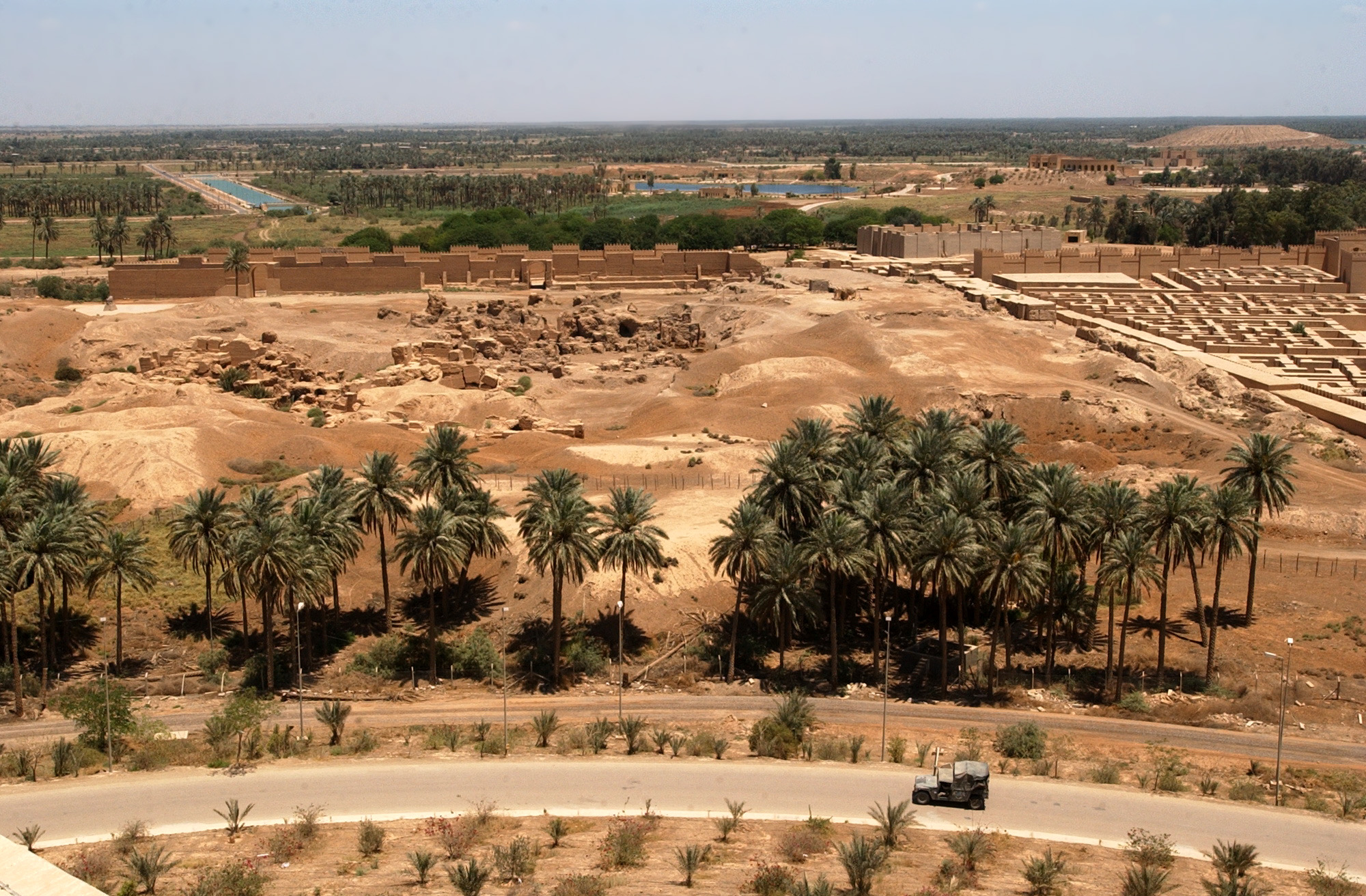
Ruinen der Stadt Babylon im heutigen Irak

Im 19. Jahrhundert v. Chr. war Babylon noch ein Staat unter anderen in Mesopotamien. Hammurapi I. aus Babylon gelang es, die Region unter seiner Führung zu vereinigen – ein halbes Jahrhundert, bevor sich das hethitische Reich in Zentral-Anatolien etablierte. Hammurapis Nachfolger konnten die Herrschaft für 150 Jahre halten, ehe sie mit dem hethitischen Überfall durch Muršili I. endete. Muršili verlor bald wieder das Interesse und die Kassiten übernahmen die Herrschaft. Womöglich waren sie mit Muršili verbündet.
Der kassitische König Kadašman-Enlil I. führte mit Amenophis III. Korrespondenz. In EA 1 bezieht sich Kadašman-Enlil I. auf einen Brief, den ihm Amenophis III. geschickt hat. Amenophis III. verlangt eine Tochter des Kadašman-Enlil I. zur Heirat, obwohl er bereits mit dessen Schwester verheiratet ist, die ihm dessen Vater gab. Kadašman-Enlil I. schickte Boten an den ägyptischen Hof, die aber seine Schwester nicht mehr identifizieren konnten. Amenophis habe ihnen die Tochter irgendeines anderen Asiaten präsentiert, da seine Schwester schon verstorben sei. Darauf meint Amenophis: „Wäre deine Tochter wirklich verstorben, was hätte es für einen Zweck, das zu verheimlichen?“ Außerdem seien die Boten irgendwelche „Nobodies“ gewesen, die die Prinzessin gar nicht kannten.
Kadašman-Enlil I. stimmt dem „Brauthandel“ zu (EA 2), und als die gewünschte Tochter in heiratsfähigem Alter ist, meldete er, dass sie eine Delegation abholen solle (EA 3). Zudem beklagt er sich, dass er nur minderwertiges Gold erhalten habe, Amenophis III. seine Boten zurückhalte und er nicht zu dessen Fest eingeladen sei. Kadašman-Enlil fordert ebenfalls eine ägyptische Tochter, worauf Amenophis antwortet: „Seit jeher wurde keine Tochter des Königs von Ägypten irgendjemandem gegeben.“ (EA 4) Der babylonische König hätte sich auch mit der Tochter eines anderen Ägypters begnügt, denn mit der Abstammung nehme es bei ihm keiner so genau. Aber auch dieser Wunsch bleibt ihm verwehrt und so fordert er mit Nachdruck wertvolle Geschenke. Amenophis schickt ihm Möbel für den neuen Königspalast in Babylon und verspricht noch mehr Geschenke, wenn die Prinzessin eingetroffen sei (EA 5).
Burna-buriaš II., der Nachfolger des Kadašman-Enlil I., versichert Amenophis III. seiner Freundschaft und dass weiterhin Geschenke ausgetauscht werden sollen (EA 6). Unter Amenophis IV. kühlen die ägyptisch-babylonischen Beziehungen jedoch ab. Amenophis IV. habe sich nicht nach dem Wohlbefinden des Burna-buriaš II. erkundigt, als jener krank war. Die beiden Könige benötigen offenbar nichts mehr voneinander, wollen aber die Freundschaft aufrechterhalten. (EA 7)
Dennoch bittet Burna-buriaš II. um recht viel Gold, das er dringend für einen Tempelbau benötige (EA 7, EA 9), das er schließlich erhält, allerdings in sehr minderwertiger Qualität (EA 10). In EA 8 fordert Burna-buriaš II. bei Amenophis IV. Schadenersatz für einen Überfall auf eine Handelsgesandtschaft, die in Kanaan überfallen worden sei, das zu Ägypten gehöre. Er warnt: „Richte die Männer hin, die meine Diener töteten, und räche so ihr Blut. Und wenn du sie nicht hinrichtest, werden sie wieder töten, sei es eine meiner Karawanen oder deiner eigenen Boten, und so werden die Boten zwischen uns abgeschnitten sein.“
EA 8 und 9 zeugen auch vom Aufstiegs Assyriens unter den altorientalischen Großmächten. Burna-buriaš betrachtet die ägyptisch-assyrischen Annäherungen mit Sorge und versucht, sie zu verhindern:

„Was nun die Assyrer, meine Vasallen, angeht: Ich habe sie nicht zu dir gesandt. Warum sind sie auf eigene Initiative in dein Land gekommen? Wenn du mich liebst, sollen sie keinerlei Geschäfte machen. Schicke sie mit leeren Händen weg zu mir!“

Amenophis IV. begehrt ebenfalls eine babylonische Prinzessin. Nachdem die für ihn bestimmte Prinzessin an einer Seuche starb, wird ihm eine andere zugesichert. Um sie abzuholen, schickt er eine (angeblich) armselige Eskorte von nur fünf Wagen. Unter Amenophis III. sei der Gesandte von 3000 Mann begleitet gewesen (EA 11). Auch in späterer Phase gibt es offenbar Anbahnungen dynastischer Heiraten, wie die Inventare über Mitgift und Brautpreis (EA 13 und 14) belegen.

### Assyrien (EA 15-16)

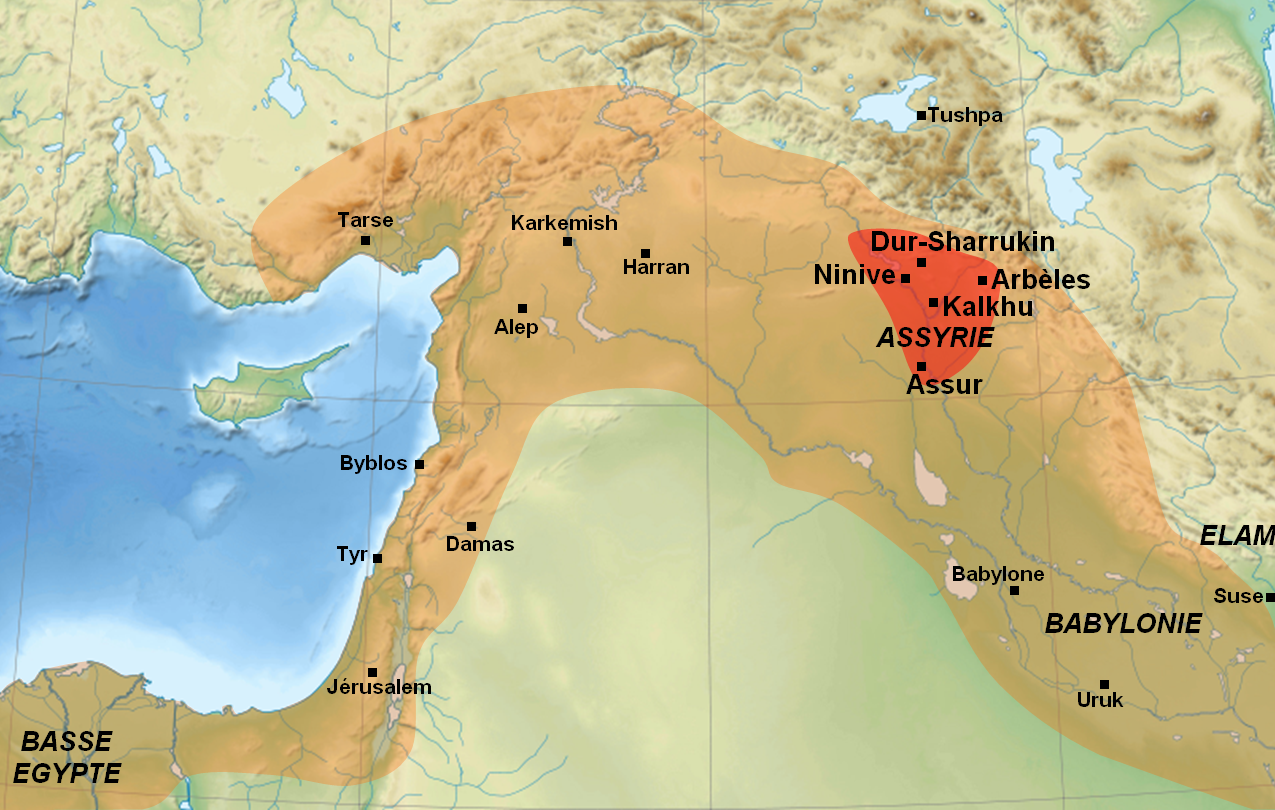
Das Kerngebiet der Assyrer (rot).

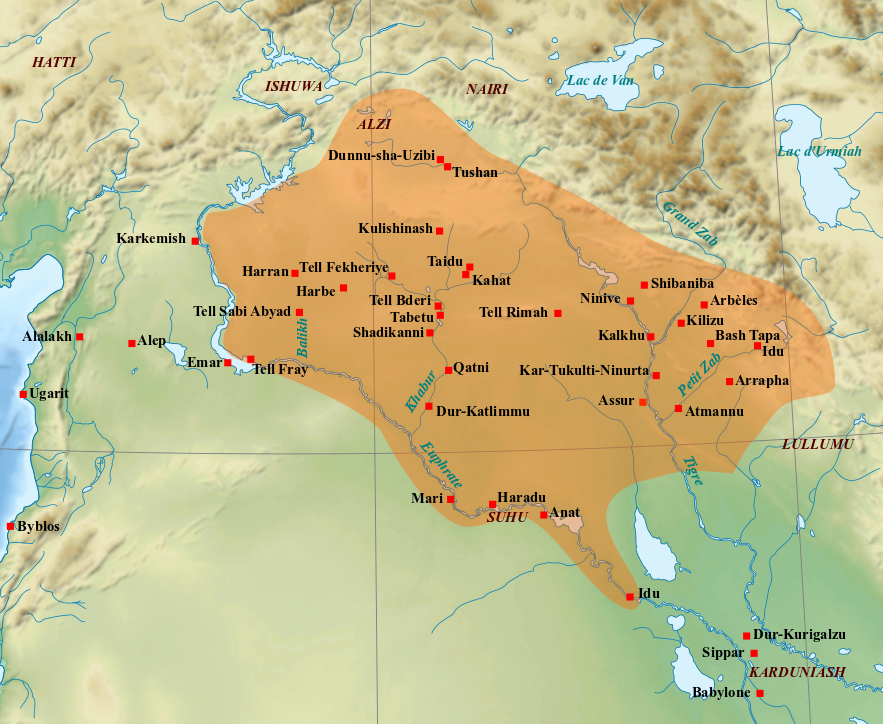
Das mittel-assyrische Reich am Ende des 13. Jahrhunderts v. Chr.

Im 2. Jahrtausend v. Chr. etablierten assyrische Kaufleute in Ost- und Zentral-Anatolien ein Handelsnetz. Die wirtschaftlichen Erfolge machten die Entstehung des altassyrischen Großreiches möglich, ein Stadtstaat mit dem Zentrum in Aššur am Ufer des Tigris, nördlich der Mündung des kleinen Zab. Um 1760 konnte der babylonische König das Reich erobern und in der Folge kontrollieren. Als etwa 170 Jahre später Babylon seinerseits von den Hethitern erobert wurde, fiel die Region zunehmend an die aufsteigenden Mitanni. Der Mitanni-König Sauštatar plünderte die Stadt Aššur. Assyrien verschwand fast vollständig von der Landkarte. Nur einige königliche Dynastien überlebten, die die Basis für das Wiederaufleben zur Großmacht bildeten, insbesondere nach der Zerstörung der Mitanni durch die Hethiter. Bereits Eriba-Adad I. (1380 v. Chr. – 1354 v. Chr.) befreite Assyrien von den Mitanni und Aššur-uballiṭ I. (1353 v. Chr. – 1318 v. Chr.) konnte die Unabhängigkeit festigen und übernahm Teile des mitannischen Herrschaftsgebietes.
Von diesem Machtanstieg der frühmittelassyrischen Herrscher zeugen die beiden Amarna-Briefe EA 15 und 16. Der erste Brief ist eine vorsichtige erste Kontaktaufnahme des Aššur-uballiṭ I.:

„Bislang hatten meine Vorgänger keine Botschaften gesandt; heute (aber) sende ich dir eine Botschaft. […] Halte den Boten, den ich dir gesandt habe, um (dich und dein Land) zu sehen, nicht auf. Er soll (dich und dein Land) sehen und (dann) zu mir aufbrechen. Er soll deine Einstellung und die Einstellung deines Landes sehen und (dann) zu mir aufbrechen.“

Im zweiten Brief tritt der assyrische König schon viel selbstbewusster auf. Er nennt sich „Großkönig“ und spricht den ägyptischen König als „Bruder“ an. Er beschwert sich über das geizige Geschenk des ägyptischen Königs und fordert viel Gold, denn „Gold, das ist in deinem Land (wie) Erde; man sammelt es (einfach vom Boden) auf“. Außerdem werden seine Botschafter an der Rückkehr aus Ägypten zurückgehalten.

### Mitanni (EA 17-30)

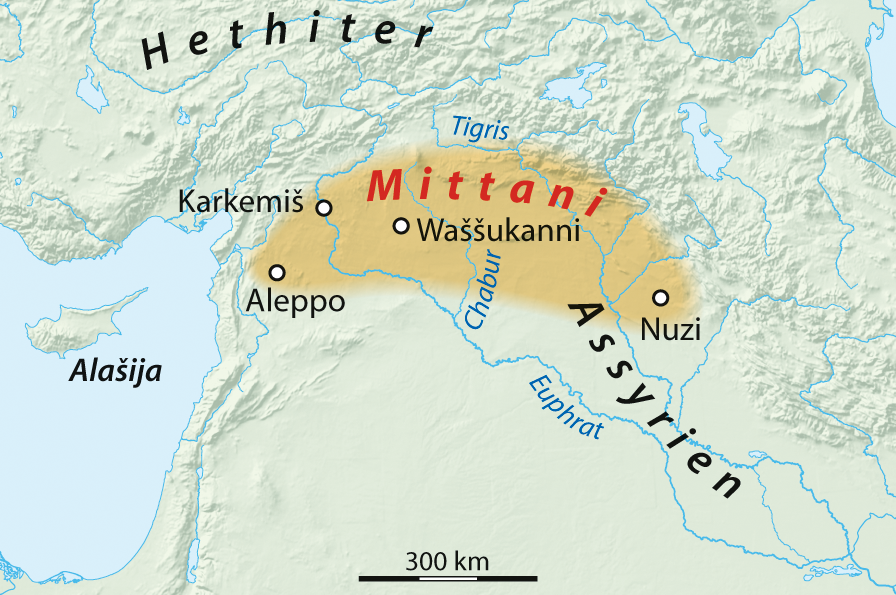
Lage des Mittanireiches

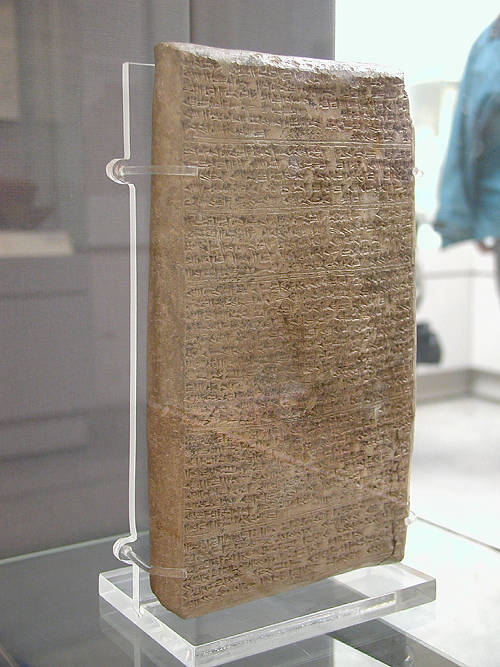
Brief des Tušratta von Mitanni an Amenophis III.

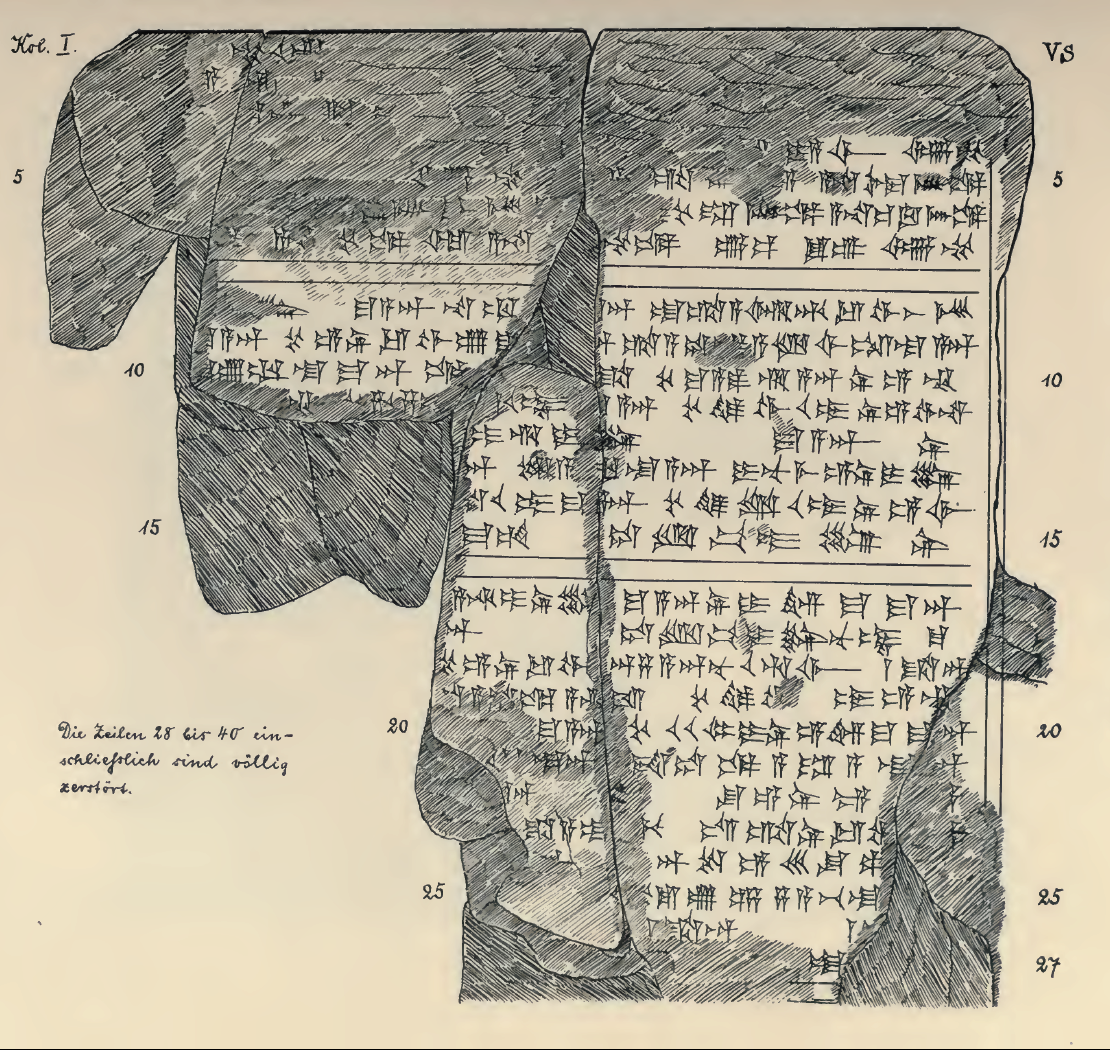
Edition des hurritischen Briefes von Tušratta an Amenophis III. von O. Schröder

Mit dem Ende der ägyptischen Interventionen gegen die Mitanni nach der Regierung von Thutmosis III. nahmen deren Expansionsbestrebungen unter Saustatara I. zu, insbesondere gegen Assyrien, wo sie in der Plünderung der Stadt Assur gipfelten. Das Gebiet südlich von Alalach, das von Kadesch kontrolliert wurde, konnten sie durch ein Bündnis ebenfalls in ihren Einflussbereich bringen. Damit offenbarten sich Bestrebungen Richtung Mittelmeer, die Region diente aber auch als Puffer gegen Ägypten. Der hethitische König Tudhalija I. setzte Saustataras Ambitionen jedoch klare Grenzen. Die Region Kizzuwatna konnte an das hethitische Reich angeschlossen werden. Somit war auch der Zugang nach Syrien in hethitischer Hand.
Artatama I., der Nachfolger Saustatara I., nahm angesichts der hethitischen Bedrohung Verhandlungen mit Ägypten auf, um ein ägyptisches Einmischen zu verhindern. Ein Friedensabkommen mit den Mitanni war auch in ägyptischem Interesse. Daraus entstand eine dynastische Verbindung zwischen den beiden Reichen. In dem Brief EA 29 an Echnaton erwähnt Tušratta von Mitanni die Heirat Thutmosis’ IV. mit einer Tochter Artatamas und dass der Pharao sieben Mal um die Hand der Mitanni-Prinzessin bitten musste, ehe der Mitanni-König der Heirat zustimmte. Dieser Umstand wurde schon als Zeichen zunehmender Macht des Mitanni-Reiches angesehen. Andere sahen darin reines Diplomatengeplänkel. Es ist doch wahrscheinlich, dass Tušratta die einseitige Verbindung rückblickend in einem besseren Licht erscheinen lassen wollte.
Mit dieser Verbindung zwischen Artatama und Thutmosis IV. änderte sich die Lage in Vorderasien. Ägypten beschränkte sich auf die Kontrolle des Gebietes bis Amurru, Kadesch und Ugarit. Da in Ḫatti mit Arnuwanda I. ein schwacher König herrschte, konnte sich das Mitanni-Reich festigen.
Amenophis III. unterhält mit Šuttarna II., Nachfolger des Artatama, weiterhin gute Beziehungen, die durch eine weitere Hochzeit gefestigt werden: Im 10. Regierungsjahr heiratet Amenophis III. eine Tochter des Šuttarna namens Giluḫepa.
Irgendwann bricht der diplomatische Verkehr ab und wird erst wieder um das 30. Regierungsjahr Amenophis’ III. von dem jungen König Tušratta von Mitanni aufgenommen. Tušratta rekapituliert in EA 17 die Ereignisse: Nach dem Tod Suttarnas II. folgte dessen Sohn Artaššumara auf den mitannischen Thron, der von einem Offizier namens Uthi ermordet wurde. Tušratta berichtet, dass er die Mörder Artaššumaras vernichtete. Nun suche er wieder an die guten Beziehungen seines Vaters anzuknüpfen.
Unklar bleibt die Rolle der Hethiter in den mitannischen Thronwirren. Vielleicht versuchten sie mit Artaššumara einen Gegenkönig aufzubauen, denn gleichzeitig wird über einen Angriff des Šuppiluliuma I. auf Mitanni berichtet. Zunächst hatte der Vorstoß des Suppiluliuma gegen die Mitanni keinen Erfolg. Er führte nur zur Wiederbelebung des ägyptisch-mitannischen Bündnisses.
In EA 18 bittet Tušratta um eine feierliche Gesandtschaft zur Anerkennung als König. Offenbar ist dem Brief bereits eine erfolglose Bitte vorangegangen. Die Anerkennung des ägyptischen Königs scheint ihm wichtig zu sein, um seine Stellung zu stärken. In den nächsten Briefen folgen die langwierigen Verhandlungen über die Heirat der Tochter des Tušratta, Taduchepa, mit Amenophis III. (EA 19, EA 22), die spätestens im 36. Jahr Amenophis III. abgeschlossen sind (EA 23). Amenophis bezahlte offenbar einen äußerst großzügigen Brautpreis.
EA 23 ist das Begleitschreiben zur Sendung der Statue der Ischtar von Ninive, die bereits einmal zur Zeit von Tušrattas Vater Suttarna in Ägypten weilte. Amenophis solle aber immer daran denken, dass Ischtar Tusrattas Gottheit sei und nicht seine. Ein Grund für die Entsendung der Statue wird nicht genannt. Bedenkt man die Schilderungen auf der spätzeitlichen Bentresch-Stele und Amenophis fortgeschrittenes Alter, liegt die Funktion als Heilsstatue nahe. In diesem Sinne könnten auch die Weihgeschenke zu interpretieren sein, die Amenophis nach Schimihe zur nordsyrischen Gottheit Ichipe schicken ließ.
In EA 24 informiert Tušratta über die Übereinkunft der Grenzregulierung der Städte Charwuche und Maschrianne (?) und weist auf weitere strittige Grenzregulierungen hin. Als „Gegengabe“ zur großzügigen Mitgift lasse er Amenophis III. noch ein paar besondere Gaben zukommen, fügt daran aber nicht gerade unbescheidene Forderungen seinerseits an. Es ist der einzige Brief, in dem Tušratta (aus unbekannten Gründen) nicht in akkadischer, sondern hurritischer Sprache schreibt.
EA 26 ist die Antwort eines Briefes, den Königin Teje, die Frau des verstorbenen Amenophis III., selbst an Tušratta sendet und in dem sie darum bittet, Tušratta möge die Freundschaft auch unter ihrem Sohn Amenophis IV. bewahren. In der Antwort beschwert sich Tušratta, Amenophis IV. habe ihm minderwertige Geschenke geschickt, ganz im Gegensatz zu Amenophis III. Auch in den weiteren Mitanni-Briefen nimmt Teje eine zentrale Stellung ein (im Gegensatz etwa zu den Briefen aus Babylon).
Tušratta versichert in den folgenden Briefen Amenophis IV. seine Freundschaft, beklagt sich aber zunehmend über minderwertige Geschenke, die ihm Amenophis IV. zukommen lasse. Amenophis IV. löst offensichtlich die materiellen Versprechen nicht ein, die sein Vater Amenophis III. vor seinem Tod machte. In einem verärgerten Brief (EA 28) erkundigt sich Tušratta, wieso er die mitannischen Boten bei sich festhalte und was der Grund sei, dass sie sich nicht an gegenseitiger Freundschaft erfreuen können. Amenophis IV. solle sich bei Teje erkundigen, wie er, Tušratta, zu seinem Vater gestanden habe, und solle nicht auf andere Einflüsterungen hören. Der verärgerten Haltung entspricht auch der seltene Umstand, dass dem Brief keine Geschenke angefügt wurden.
In EA 29 verschärft sich die Situation. Amenophis IV. hält nach wie vor die Boten zurück und Tušratta fühlt sich durch die minderwertigen Geschenke gekränkt. Tušrattas Reaktion mag übertrieben erscheinen, bedenkt man aber die durchaus freundschaftliche Grundstimmung in der Kommunikation mit Amenophis III., sind hier doch diplomatische Verstimmungen spürbar. Der Briefwechsel bricht an dieser Stelle ab und es ist nicht klar, ob sich die Ägypter wieder um freundschaftlichere Beziehungen bemühen.

### Arzawa (EA 31-32)
Die beiden Arzawa-Briefe (EA 31 und EA 32) datieren aus paläografischen und linguistischen Gründen in die Zeit zwischen den hethitischen Königen Arnuwanda I. und Suppiluliuma I. In dieser Zeit der hethischen Schwäche war das Reich in West-Anatolien im Begriff, die führende Macht in Anatolien zu werden. Deshalb versuchte Ägypten, sich seiner Loyalität zu versichern und ein Wiedererstarken der Hethiter zu verhindern. Dass die beiden Briefe in Hethitisch und nicht wie üblich Akkadisch verfasst wurden, kann man als Zeichen einer vorhergehenden Isolation Arzawas sehen. In EA 31 bittet Amenophis um die Tochter des Tarḫundaradu, König von Arzawa, um die Beziehungen zu vertiefen. In EA 32 stimmt der König von Arzawa dem Angebot bereitwillig zu. Die Bitte an den ägyptischen Schreiber, deutlich und immer in Hethitisch zu schreiben, zeigt, „wie unsicher man sich in Arzawa noch auf dem diplomatischen Parkett bewegte“.

### Alašija (EA 33-40)
Alašija (Alasia) war eine wichtige Drehscheibe des Handels zwischen Ägypten und Ugarit und nach Anatolien und ein vollkommen in die Staatenwelt des Vorderen Orients integriertes Königreich, wie die in Ägypten und Ugarit gefundenen Briefe aus jenem Reich belegen. Lange war die Lokalisierung Alašijas umstritten. Durch petrographische Untersuchungen des Tons einiger Amarna-Briefe durch Yuval Goren, Israel Finkelstein und Nadav Na'aman konnten die eingeschlossenen Foraminiferen identifiziert und mit Tontafeln und Scherben von bekannten Fundorten verglichen werden. Dadurch kann Alašija zweifelsfrei mit dem südlichen Zypern gleichgesetzt werden.
Welche Sprache im bronzezeitlichen Alašija gesprochen wurde, ist nicht klar. Manche Hinweise legen nahe, dass es ursprünglich luwischsprachig war und irgendwann unter hethitischen Einfluss geriet, worauf auch die Zypern-Inschriften Šuppiluliuma II. hindeuten. Auch das Toponym Alašija könnte nach Francis Breyer ein Hinweis auf ein ursprünglich luwisch geprägtes Zypern sein.
In den Amarna-Briefen werden Handelsangelegenheiten und politische Themen besprochen. In EA 33 bestätigt der König von Alašija, dass er die Botschaft über die Thronbesteigung des ägyptischen Königs (vermutlich Amenophis IV.) erhalten habe. In EA 34 nimmt der König von Alašija Bezug auf Vorwürfe, dass er keinen Botschafter zu einem Fest des ägyptischen Königs geschickt habe. Er entschuldigt sich und schickt Geschenke für das Opferfest (möglicherweise im Zusammenhang mit der Thronbesteigung). Amenophis IV. entschuldigt sich für eine allzu gierige Forderung nach Kupfer (EA 35), der der König von Alašija wegen einer Seuche nicht nachkommen konnte. An der „Hand von Nergal“ starb sogar eine Frau des Königs.
Alašija exportiert in großen Mengen Kupfer und Holz nach Ägypten, die gegen Silber und „süßes Öl“ eingetauscht werden (EA 35 bis 37). Der Pharao meldet, Luka, wahrscheinlich identisch mit Bewohnern der Lukka-Länder (s. auch Lykier), hätten das ägyptische Gebiet belästigt und er hegt den Verdacht, dass sich auch Leute von Alašija darunter befanden. Der König von Alašija beteuert seine Unschuld und berichtet, dass er selbst von Lukkäern belästigt werde.(EA 38) Der König von Alašija fordert mit wachsendem Nachdruck die Rücksendung seines Boten (EA 37-38) und beschwert sich in EA 40, keine Gegengabe für Geschenke erhalten zu haben. Auch hier betont er, dass der Bote und sein Schiff nicht zurückgehalten werden sollen. Der ägyptische König habe keinen Anspruch auf sie.

### Hethiterreich (EA 41-44)

Das Hethiterreich (dunkelrot seine Ausdehnung um 1590 v. Chr., hellrot die um 1300 v. Chr.)

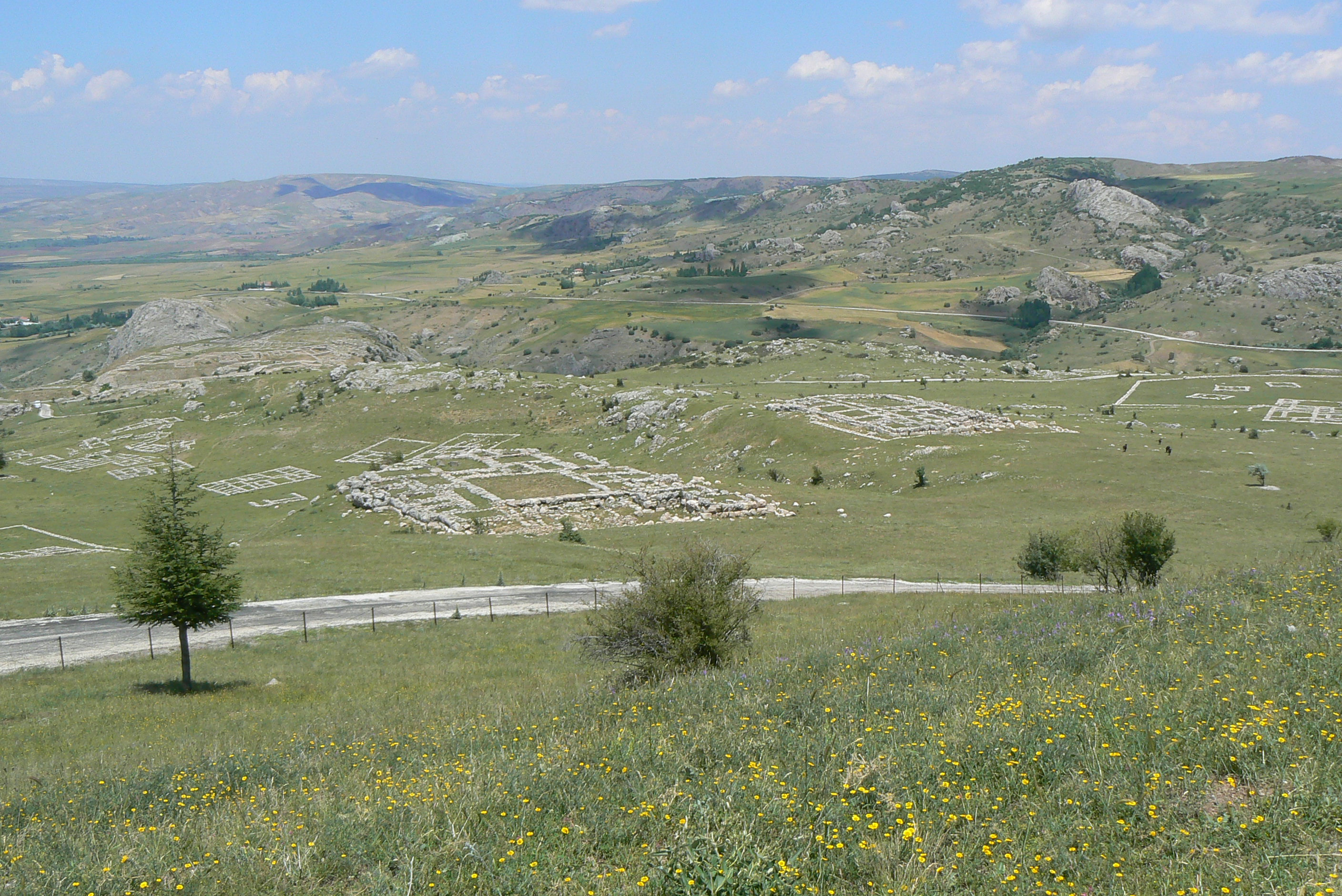
Ruinen in Ḫattuša, der Hethiter-Hauptstadt

Im zentralen Anatolien breitete sich gegen Ende der Frühen Bronzezeit eine neue Bevölkerung aus, die indoeuropäischen Ursprungs war. So wurde die einheimische als Hattier bezeichnete Bevölkerung zunehmend durch die Neuankömmlinge, die sich im Laufe der Zeit in Hethiter, Luwier und Palaer aufspalteten, verdrängt. In der Frühzeit war die Region in Fürstentümer aufgeteilt, mit Niederlassungen von Händlern aus Aššur. Ḫattušili I. verlegte die Residenz der Hethiter in das offenbar seit der altassyrischen Periode verlassene Ḫattuša (beim heutigen Boğazkale). Damit begann die Reihe der in Hattuša regierenden hethitischen Großkönige. Die Verwaltung des Reiches hatte feudale Züge. Vasallenkönige ordneten sich per Eid dem hethitischen Großkönig unter.
Die als „mittleres“ Reich bezeichnete Periode in der hethitischen Geschichte war durch Auseinandersetzungen mit den Staaten von Mitanni und Kizzuwatna gekennzeichnet. Mitanni, das seinen Einfluss bis nach Nordsyrien ausdehnte, war der Hauptgegner der hethitischen Südostexpansion. Am Ende des „mittleres“ Reiches befand sich das Hethiterreich in einer Krise. Trotz einiger militärischer Erfolge des Tudhalija II. mit dem an seiner Seite kämpfenden Sohn Šuppiluliuma I. konnten sich einige Gebiete vom Hethiterreich loslösen und es war auf das zentrale Anatolien reduziert. Aus dieser Situation konnte sich Šuppiluliuma I. als Begründer des Neuen Reiches beziehungsweise des Großreiches herausheben. Ihm gelang die Rückeroberung der hethitischen Territorien in Kleinasien und eine dauerhafte Ausdehnung im nördlichen Syrien und nordwestlichen Obermesopotamien.
Von den Briefen des hethitischen Hofs an den ägyptischen König sind leider nur sehr wenige erhalten (EA 41-44) und dann teilweise nur sehr fragmentarisch. Der Wichtigste ist EA 41, in dem sich der hethitische Großkönig Šuppiluliuma I. an einen ägyptischen König richtet, der erst vor kurzem den Thron bestiegen hat, und er verspricht die gleichen freundschaftlichen Beziehungen zu pflegen wie zuvor. Der Name des Adressaten ist unklar. Er wird als Ḫurij[a] bezeichnet, offensichtlich ein Schreibfehler für einen der Amarna-Könige Amenophis IV., Semenchkare oder Tutanchamun. Die Interpretation des Namens ist eng verbunden mit der Frage nach der Chronologie Šuppiluliumas (vor allem mit der Datierung von EA 75) und der Identität des verstorbenen Pharaos in der Daḫamunzu-Affäre.
Šuppiluliuma I. weist den ägyptischen König auf die guten Beziehungen mit dessen Vater hin. Nie hätten sie einander die gegenseitig geäußerten Wünsche abgeschlagen. Šuppiluliuma beanstandet, dass der Pharao Geschenke zurückhalte, die noch dessen Vater ihm versprochen habe.

## Die Vasallenkorrespondenz

### Briefe der nördlichen Vasallen (Byblos und Amurru)

Geopolitische Lage in der Levante während der Amarna-Zeit, bevor Amurru unter hethitischen Einfluss geriet.

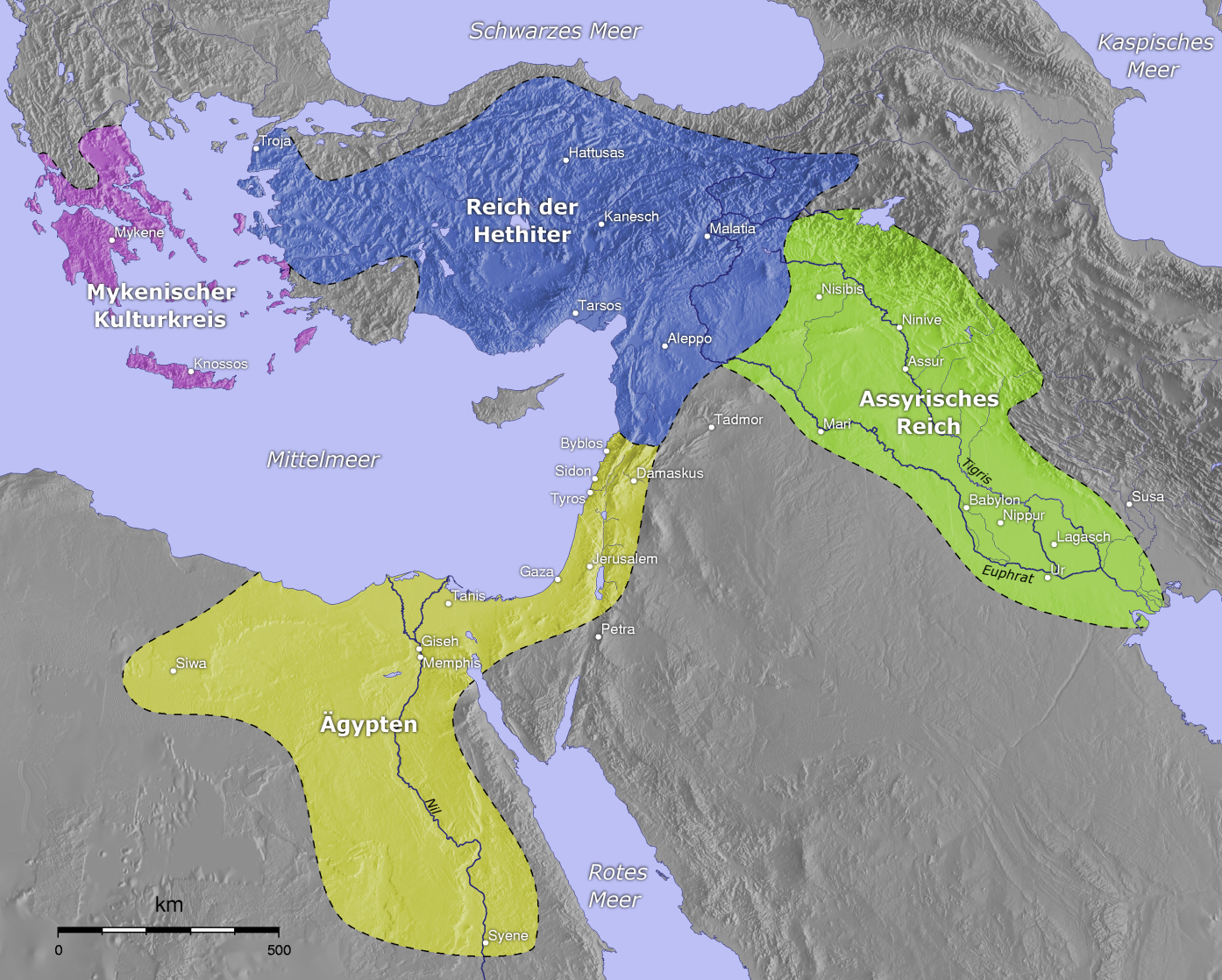
Lage in der Levante am Ende der ägyptischen 18. Dynastie, nachdem Amurru zu den Hethitern überlief.

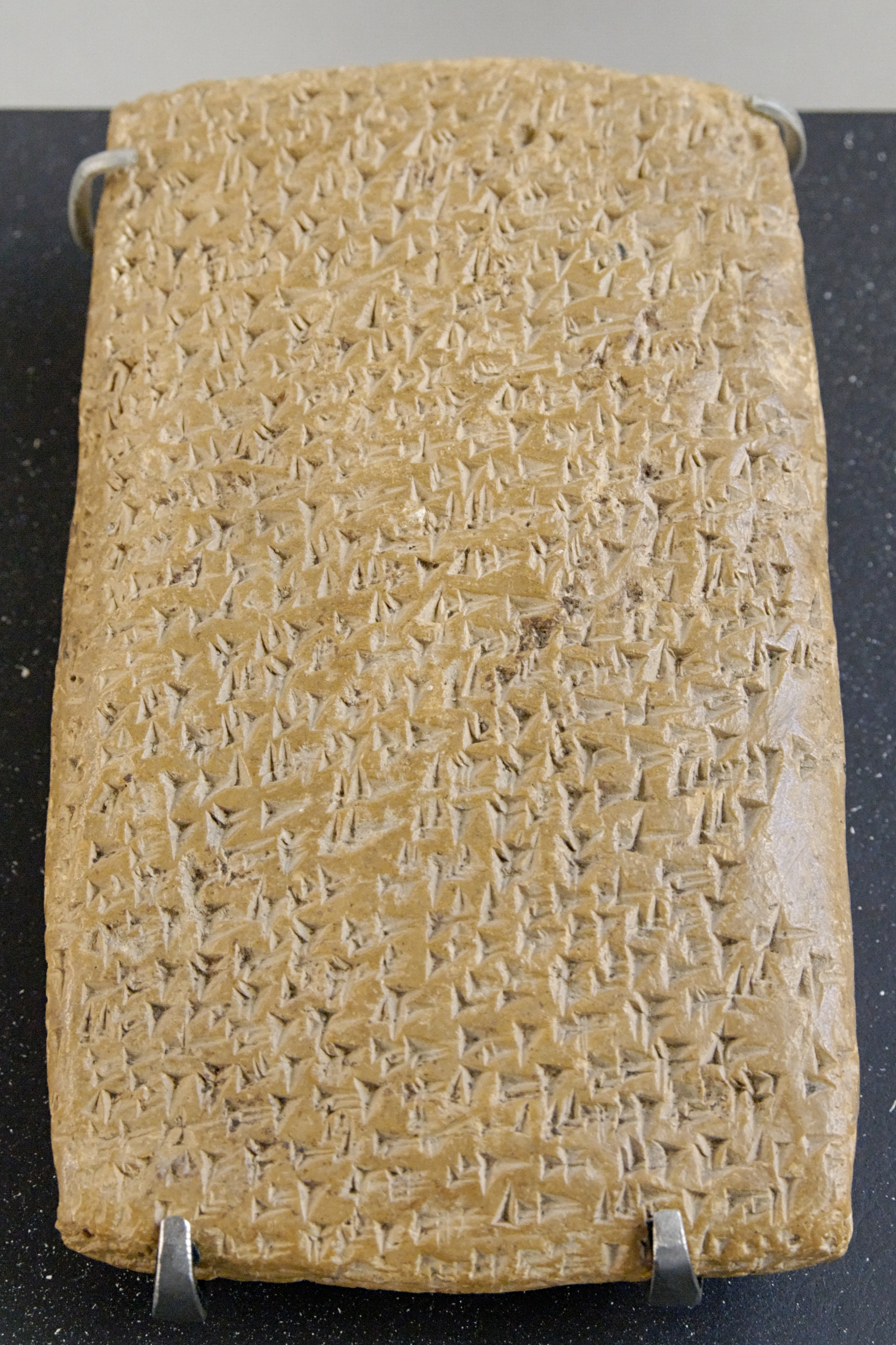
Brief des Rib-Addi von Byblos an den ägyptischen König.

In den ägyptischen Gebieten südlich von Byblos lagen die Stadtstaaten nahe beieinander und konnten gut kontrolliert werden. Im Hinterland, nördlich von Byblos bis südlich von Ugarit, zwischen dem Orontes-Fluss und der levantinischen Küste erstreckte sich ein von bedeutenderen Stadtstaaten freies Gebiet, über das von der Zeit vor den Amarna-Briefen wenig bekannt ist: Amurru.
Das Gebiet wurde möglicherweise unter Thutmosis III. nominell in die ägyptische Hoheit eingeschlossen, die geographische, topographische und politische Situation erschwerte aber vermutlich die Verwaltung dieses Gebiets. Händler und Reisende liefen seit jeher Gefahr, von gesetzlosen Gruppierungen angegriffen und ausgeraubt zu werden. Sie waren leichte Beute für Halbnomaden, die sich in den dortigen Wäldern und Bergen aufhielten und so ohne Vorwarnung über ihre Opfer herfallen und ohne groß Spuren zu hinterlassen wieder verschwinden konnten. Dieses Merkmal brachte einer der gefürchtetsten Gruppierung den Namen Habiru ein. Offenbar vergrößerten sich die Habiru, indem sich immer mehr Menschen und kleinere Gruppierungen ihnen anschlossen – freiwillig oder durch Einschüchterung – und mit Einsetzen der Amarna-Korrespondenz trat ihr Anführer Abdi-Aširta bereits als richtiggehender „Warlord“ in Erscheinung. Als Herr eines nicht als Stadtstaat organisierten Gebietes gilt Abdi-Aširta damit als Prototyp eines solchen Habiru-Führers.
Geographisch grenzte das nominell ägyptische Gebiet an das hethitische Reich, das sich ebenfalls darum bemühte, nach Vorderasien zu expandieren und die dortigen Fürsten zu unterwerfen. Amurru musste sich zwischen den Fronten diplomatisch geschickt verhalten und verlegte sich deshalb auf die Wankelpolitik, konnte die Situation aber auch für sich nutzen, indem es die Großmächte gegeneinander ausspielte.
Ägypten hatte erhebliches strategisches Interesse an dieser Gegend: Die vom Nahr el-Kebir bewässerte Küstenebene bildete einen wichtigen Zugang zum Binnenland und der von der Akkar-Ebene zugängliche Pass von Homs führte nach Nordsyrien und war damit ein wichtiger Verkehrsweg nach Mesopotamien. Als Verwaltungszentrum der Gegend diente die Stadt Sumur (möglicherweise mit Tell Kazel zu identifizieren), die in der Nähe des Nordufers des Nahr el-Kebir lag. Die Stadt war offensichtlich Amtssitz des „Kommissars“ (rabisu) Paḫamnata, den mit ziemlicher Sicherheit Amenophis III. eingesetzt hatte. In Sumur befand sich ein Palast des Pharao (EA 62,15ff), die Stadt war befestigt (EA 81,49), hatte eine ägyptische Besatzung (EA 62,23 und EA 67,10) und der Statthalter verfügte über ägyptische Truppenkontingente (EA 131,31-38 und EA 132,34-41).
Hauptwiderstand gegen Abdi-Aširtas Eroberungen ging von Rib-Addi von Byblos aus. Durch Abdi-Aširtas Expansion wächst der Druck auf Byblos und so sendet Rib-Addi mit wachsender Panik Hilferufe an den ägyptischen Hof.

„[An] Amanappa, meinen Vater; die Botschaft Rib-Hadda, deines Sohnes: Zu Füssen meines Vaters bin ich niedergefallen. Möge die (göttliche) Herrin der Stadt Byblos dir Ehre vor dem König, deinem Herrn, schenken. Warum bleibst du still und sprichst nicht zum König, deinem Herrn, damit du mit regulären Truppen ausziehen und über Amurru herfallen kannst? Wenn sie hören, dass reguläre Truppen ausziehen, werden sie ihre Städte verlassen und desertieren. Kennst du nicht Amurru, (und) dass sie dem Starken folgen? Und jetzt schau: sie mögen Abdi-širta nicht. Wie behandelt er sie? Sie ersehnen Tag und Nacht den Auszug der regulären Truppen, und ich werde mit ihnen tun; auch alle Stadtfürsten sehnen sich danach, dies gegen Abdi-Aširta zu unternehmen; denn er hat den Männern der Stadt Ammija geschrieben: „Tötet euren Herrn und schliesst euch den ˁapiru-Männern an!“ Daher sagen die Stadtfürsten: „Er wird uns genauso behandeln, und alle Länder werden sich den ḫapiru-Männern anschliessen.“ Nun berichte über diese Angelegenheit vor dem König, deinem Herrn; denn du bist Vater und Herr für mich und an dich habe ich mich gewandt. Du kennst die Grundsätze meines Verhaltens (aus der Zeit), als du dich in S]umur aufgehalten hast; denn ich bin ein treuer Diener. Und (nun) sprich zum König, [deinem] Herrn, damit sofort eine Hilfstruppe zu mir ausgesandt wird.“

In EA 88 werden die Städte Ardata, Irqata, Ambia und Sigata als bedroht geschildert. Aus dem Brief EA 74, den Rib-Addi nun direkt an den ägyptischen König sendet, sind sie dann auch größtenteils Abdi-Aširta in die Hände gefallen, als erstes vermutlich Irqata. Auf Anstiften Abdi-Aširtas wird der dortige Herrscher getötet und die Bevölkerung schließt sich diesem als neuen Führer an. Durch das Erwähnen eines Feldzuges des Hethiterkönigs dürften die Ereignisse chronologisch in die Zeit des ersten Syrienfeldzuges Šuppiluliumas zu datieren sein.
Rib-Addi von Byblos gerät immer mehr unter Druck. Nur knapp entgeht er einem Mordanschlag (EA 82) und droht Ägypten, Byblos selbst aufzugeben und sich Abdi-Aširta anzuschließen (EA 82 und 83), so wie es bereits Zimredda (der Stadtfürst von Sidon) und Japa-Hadda (der Stadtfürst von Beirut) getan haben.
Abdi-Aširta dagegen beteuert dem ägyptischen König immer wieder seine Loyalität und bittet um Anerkennung als Vasall:

„[…] Schau, ich bin ein Diener des Königs und ein Hund seines Hauses; und ich beschütze das ganze Land Amurru für den König, meinen Herrn. Ich habe wiederholt zu Paḫanate, dem für mich zuständigen Kommissar, gesagt: „Bringe Hilfstruppen, um die Länder des Königs zu schützen!“ Nun streben alle (Vasallen-)Könige des Königs der Hurritertruppen danach, die Länder meiner Kontrolle und der Kontrolle [des Kommissars] des Königs, [meines] Herrn, zu entreissen. [Ich aber] beschütze sie. […]“

Nach der Einnahme von Irqata begibt sich Abdi-Aširta nach Sumur, um dieses vor Kriegern aus Šechlal zu retten. Zumindest rechtfertigt er sich so, als hätte er ganz in ägyptischem Interesse gehandelt, worauf also eine Beanstandung Ägyptens über dieses Tun vorausgegangen sein muss. (EA 62) Offenbar hat sich Pahamnata zu diesem Zeitpunkt nicht in Sumur aufgehalten, und auch sonst ist die ägyptische Besatzung auf vier Beamte zusammengeschrumpft.
Immer mehr Städte an der libanesischen Mittelmeerküste fallen in die Hände Abdi-Aširtas und schließlich gelangt er bis vor Byblos (EA 88). Des Weiteren haben Abdi-Aširtas Männer den Herrscher von Surru (späteres Tyros) und seine Frau ermordet – letztere war eine Schwester Rib-Addis. (EA 89) Schließlich nimmt auch Japa-Hadda, der Stadtfürst von Beirut und früherer verbündeter Abdi-Aširtas die Haltung von Rib-Addi ein und schreibt in Besorgnis über die politische Lage in Amurru (EA 98).
Irgendwann wird den Ägyptern das Treiben des Abdi-Aširta doch zu viel und der ägyptische König (vermutlich Amenophis IV.) schickt Truppen gegen ihn. Dieser wird gefangen genommen und stirbt darauf aus unbekannten Gründen. (EA 101) Offenbar geht der ägyptische Feldherr allerdings nicht mit voller Entschlossenheit vor und so können die Söhne Abdi-Aširtas das Werk ihres Vaters fortführen (EA 104). Ganz der Vater, betreibt auch Abdi-Aširta Nachfolger Aziru eine Expansionspolitik und Stadt um Stadt fällt wieder in die Hände von Amurru, und auch er rechtfertigt sein Tun, dass er in ägyptischem Interesse handle und schwört dem Pharao seine Treue (EA 156). Man gewinnt durchaus den Eindruck, „dass die politischen Entwicklungen in Syrien von ägyptischer Seite zumindest gebilligt, teils sogar gefördert werden.“
Der Forderung des Pharaos, zur Audienz nach Ägypten zu kommen, widersetzt sich Aziru vorerst erfolgreich (EA 156). Schließlich ist er der Bitte aber doch nachgekommen, wie wir aus EA 161 erfahren, in dem Aziru rückblickend sein Aufenthalt in Ägypten schildert. Während des Aufenthalts in Ägypten informieren ihn seine Brüder laufend über die politischen Vorgänge in Vorderasien. So berichten sie, dass die Hethiter Städte der ägyptischen Region Amka eingenommen haben. (EA 170)
Auch zurück in Amurru beruhigt Aziru den um dessen Treue besorgten Pharao, eine weitere Audienz in Ägypten schiebt er aber immer wieder auf (EA 162, 166).
Rib-Addi wird von seinem Bruder gestürzt und bittet letztlich sogar um Zuflucht bei Aziru. Dieser liefert aber den ehemaligen Fürsten von Byblos an die Herrscher von Sidon aus (EA 137), wo Rib-Addi wohl auch seinen Tod findet. Bis zuletzt beteuert Aziru seine Treue dem Pharao gegenüber (EA 166), wechselt aber angesichts der immer weiter vorrückenden Hethiter das Lager und schließt mit Šuppiluliuma I. einen Vertrag. Eine akkadische und eine hethitische Version des Vasallenvertrags zwischen Aziru und Šuppiluliuma I. wurde in den Archiven Hattušas gefunden (CTH 49).

### Briefe der südlichen Vasallen

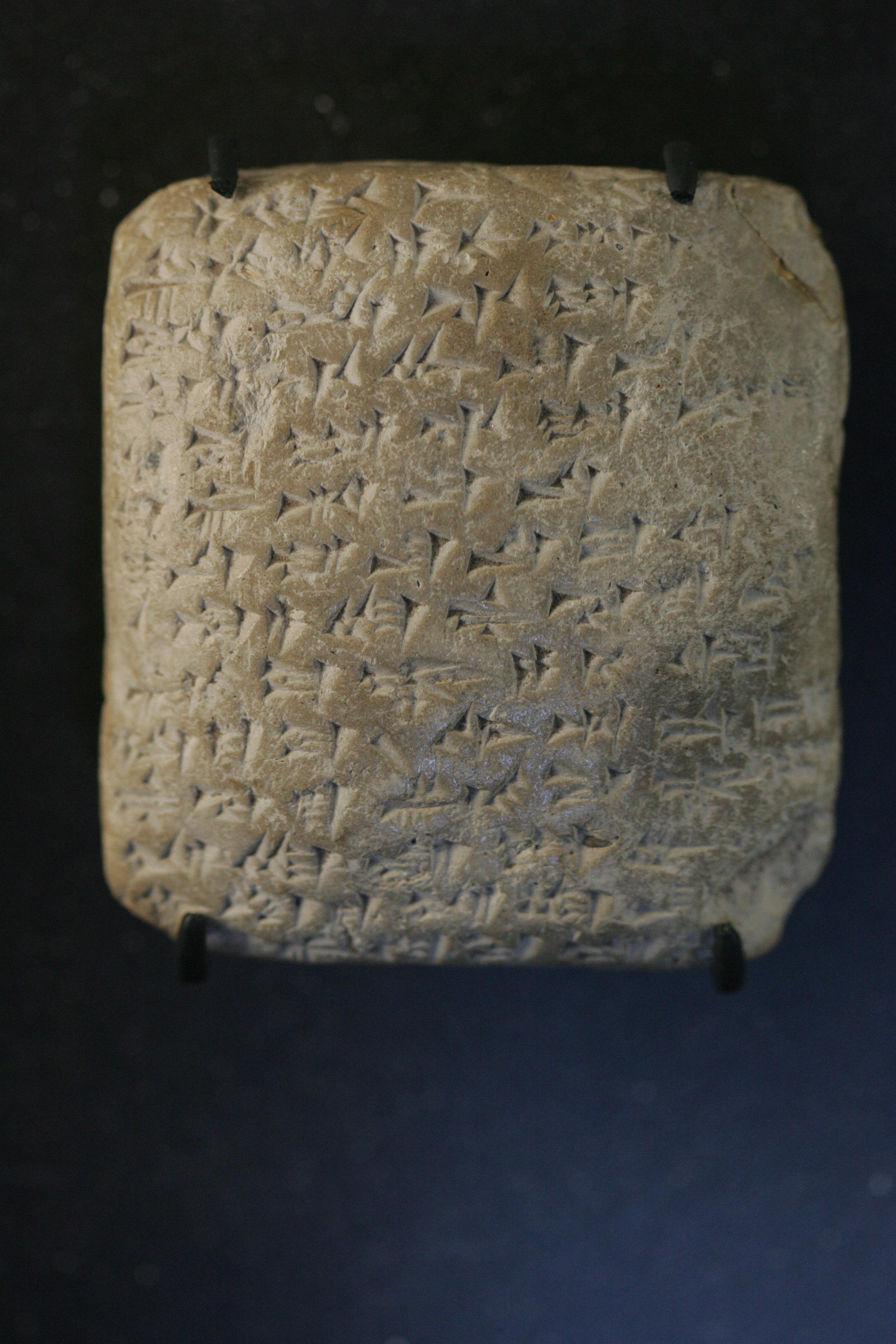
Brief von Biridija von Megiddo an den ägyptischen König.

Von den südlichen Vasallen (aus der Region des heutigen Palästina) existiert kein so umfangreiches Einzelkorpus wie jenes von Rib-Addi oder Abdi-Aširta und Aziru. Deshalb lassen sich nur begrenzt politische Entwicklungen ausmachen. Hauptthema sind auch hier die Konflikte zwischen den Vasallen. Ähnlich wie Aziru versuchte auch Labaju von Sichem sein Herrschaftsgebiet auszudehnen. Sein Hauptgegner war Biridija von Megiddo.
Offenbar wird Labaju wegen seiner eigenmächtigen Raub- und Feldzüge bestraft. Dieser beteuert aber seine Unschuld und sein Unwissen von diesen Machenschaften: „Der König hat betreffs (der Auslieferung) meines Sohnes Botschaft gesandt. Ich wusste nicht, dass mein Sohn mit den ḫapiru-Männern herumzieht.“ (EA 254) Der Brief zeigt auch, dass die Vasallen mit den Habiru kooperierten, wenn es ihnen gerade gelegen erschien.
Nachdem der ägyptische König seine regulären Truppen aus Megiddo abgezogen hat (aus unbekannten Gründen) und nachdem in Megiddo eine Seuche ausgebrochen ist, schreibt Biridija von Megiddo, dass seine Stadt von Labaju von Sichem belagert werde. (EA 244) Die Ägypter verlangen offensichtlich die Auslieferung Labajus, doch dieser stirbt, bevor es so weit kommt. Der Pharao macht Biridija für den Tod Labajus verantwortlich. Dieser schiebt die Schuld Surata von Akko zu, der ihn in einem Hinterhalt erschlagen habe. (EA 245) Die Söhne Labajus setzten das Werk ihres Vaters fort. (EA 250)
Šuwardata von Gat beschwert sich beim König über Abdi-Hepa von Jerusalem, dass er ähnlich wie Labaju, eigenmächtig sein Territorium vergrößere: „Labaju, der unsere Städte wegzunehmen pflegte, ist tot; und nun ist ˁAbdi-Ḫeba ein zweiter Labaju! [Und] er nimmt unsere Städte weg.“ (EA 280)
Dieser Abdi-Hepa wiederum beteuert seine Unschuld und beschwert sich seinerseits über die Söhne des Labaju, die zusammen mit Milkilu von Gezer und den Habiru-Banden eine gewaltsame Expansionspolitik betreiben. (EA 287) Auch in EA 288 bittet dieser dringend um eine militärische Intervention gegen seine Feinde, da er zunehmend isoliert sei: „Ich befinde mich in einer Situation wie ein Schiff auf hoher See.“

## Liste der Amarna-Briefe
| Brief  | Autor, Empfänger                                            | Inhalt | Anmerkungen                           |
| ------ | ----------------------------------------------------------- | --- | ------------------------------------- |
| EA# 1  | Amenophis III. an König Kadašman-Enlil I. von Babylon       | |                                       |
| EA# 2  | Babylonischer König Kadaschman-Enlil I. an Amenophis III.   | |                                       |
| EA# 3  | Babylonischer König Kadaschman-Enlil an I. Amenophis III.   | |                                       |
| EA# 4  | Babylonischer König Kadaschman-Enlil I. an Amenophis III.   | |                                       |
| EA# 5  | Amenophis III. an König Kadaschman-Enlil I. von Babylon     | |                                       |
| EA# 6  | Babylonischer König Burna-buriaš II. an Amenophis III.      | |                                       |
| EA# 7  | König Burna-Buriasch II. von Babylon an Amenophis IV.       | |                                       |
| EA# 8  | König Burna-Buriasch II. von Babylon an Amenophis IV.       | |                                       |
| EA# 9  | König Burna-Buriasch II. von Babylon an Amenophis IV.       | |                                       |
| EA# 10 | König Burna-Buriasch II. von Babylon an Amenophis IV.       | Freundschaft zwischen Ägypten und Babylonien seit der Zeit von Kara-Indasch                                                           |                                       |
| EA# 11 | König Burna-Buriasch II. von Babylon an Amenophis IV.       | |                                       |
| EA# 12 | Prinzessin (ma-rat šarri) an ihren Herren (mbé-lí-ia)       | erwähnt die Götter Burna-Buriaschs |                                       |
| EA# 13 | Babylon                                                     | |                                       |
| EA# 14 | Amenophis IV. an König Burna-Buriasch II.                   | |                                       |
| EA# 15 | Assyrischer König Aššur-uballiṭ I. an Amenophis IV.         | |                                       |
| EA# 16 | Assyrischer König Assur-uballit I. an Amenophis IV.         | |                                       |
| EA# 17 | König Tušratta von Mitanni an Amenophis III.                | Tušratta schickt Beute aus einem Feldzug gegen Hatti an Amenophis III. (Nimmuriya)                                                    |                                       |
| EA# 18 | König Tušratta von Mitanni an Amenophis III.                | |                                       |
| EA# 19 | König Tušratta von Mitanni an Amenophis III.                | |                                       |
| EA# 20 | König Tušratta von Mitanni an Amenophis III.                | |                                       |
| EA# 21 | König Tušratta von Mitanni an Amenophis III.                | |                                       |
| EA# 22 | König Tušratta von Mitanni an Amenophis III.                | | gleicher Ton wie EA 24, 25 und 29     |
| EA# 23 | König Tušratta von Mitanni an Amenophis III.                | Heirat von Taduhepa, Tochter von Tušratta mit Amenophis III., Statue der Ischtar von Niniveh an Amenophis III.                        |                                       |
| EA# 24 | König Tušratta von Mitanni an Amenophis III.                | | gleicher Ton wie EA 22, 25, und 29    |
| EA# 25 | König Tušratta von Mitanni an Amenophis IV.                 | | gleicher Ton wie EA 22, 24, und 29    |
| EA# 26 | König Tušratta von Mitanni an die Witwe Teje                | |                                       |
| EA# 27 | König Tušratta von Mitanni an Amenophis IV.                 | |                                       |
| EA# 28 | König Tušratta von Mitanni an Amenophis IV.                 | |                                       |
| EA# 29 | König Tušratta von Mitanni an Amenophis IV.                 | | gleicher Ton wie EA 22, 24, 25        |
| EA# 30 | Der König von Mitanni an Könige in Palästina                | |                                       |
| EA# 31 | Amenophis III. an König Tarḫuntaradu von Arzawa             | |                                       |
| EA# 32 | König Tarḫuntaradu von Arzawa an Amenophis III.             | |                                       |
| EA# 33 | Der König von Alaschija an den Pharao #1                    | |                                       |
| EA# 34 | Der König von Alaschija an den Pharao #2                    | Export von Kupfer und Holz |                                       |
| EA# 35 | Der König von Alaschija an den Pharao #3                    | Mitteilung über eine Pest; Probleme mit der Kupferlieferung                                                                           |                                       |
| EA# 36 | Der König von Alaschija an den Pharao #4                    | |                                       |
| EA# 37 | Der König von Alaschija an den Pharao #5                    | |                                       |
| EA# 38 | Der König von Alaschija an den Pharao #6                    | |                                       |
| EA# 39 | Der König von Alaschija an den Pharao #7                    | |                                       |
| EA# 40 | Minister aus Alaschija an einen ägyptischen Minister        | |                                       |
| EA# 41 | Hethiter-König Šuppiluliuma I. an Huri[a]                   | |                                       |
| EA# 42 | Hethiter-König an den Pharao                                | |                                       |
| EA# 43 | Hethiter-König an den Pharao                                | |                                       |
| EA# 44 | Hethiter-Prinz Zi[k]ar an den Pharao                        | |                                       |
| EA# 45 | König Ammistamru I. von Ugarit an den Pharao                | |                                       |
| EA# 46 | König von Ugarit … an König                                 | |                                       |
| EA# 47 | König von Ugarit … an König                                 | |                                       |
| EA# 48 | Königin. .[h]epa von Ugarit an die Frau des Pharao          | |                                       |
| EA# 49 | Niqmaddu II., König von Ugarit an den Pharao                | |                                       |
| EA# 50 | Frau an ihre Herrin B[i]…                                   | |                                       |
| EA#051 | Addu-nirari, König von Nuḫašše an den Pharao                | |                                       |
| EA#052 | Akizzi, König von Qatna an Amenophis IV. #1                 | |                                       |
| EA#053 | Akizzi, König von Qatna an Amenophis IV. #2                 | |                                       |
| EA#054 | Akizzi, König von Qatna an Amenophis IV. #3                 | |                                       |
| EA#055 | Akizzi, König von Qatna an Amenophis IV. #4                 | |                                       |
| EA#056 | Akizzi, König von Qatna an Amenophis IV. #5                 | |                                       |
| EA#057 | …, König von Barga, an den Pharao                           | |                                       |
| EA#058 | Tehu-Teššup an den Pharao                                   | |                                       |
| EA#059 | Das Volk von Tunip an den Pharao                            | Seit 20 Jahren Nachrichten an den Pharao                                                                                              |                                       |
| EA#060 | Abdi-Aširta, König von Amurru an den Pharao #1              | |                                       |
| EA#061 | Abdi-Aširta, König von Amurru an den Pharao #2              | |                                       |
| EA#062 | Abdi-Aširta, König von Amurru an Pahanate                   | |                                       |
| EA#063 | Abdi-Aširta, König von Amurru an den Pharao #3              | |                                       |
| EA#064 | Abdi-Aširta, König von Amurru an den Pharao #4              | |                                       |
| EA#065 | Abdi-Aširta, König von Amurru an den Pharao #5              | |                                       |
| EA#066 | --- an König                                                | |                                       |
| EA#067 | --- an König                                                | |                                       |
| EA#068 | Rib-Addi, König von Gubla an den Pharao #1                  | |                                       |
| EA#069 | Rib-Addi, König von Gubla an einen ägyptischen Beamten      | |                                       |
| EA#070 | Rib-Addi, König von Gubla an den Pharao #2                  | |                                       |
| EA#071 | Rib-Addi, König von Gubla an Haja                           | |                                       |
| EA#072 | Rib-Addi, König von Gubla an den Pharao #3                  | |                                       |
| EA#073 | Rib-Addi, König von Gubla an Amanappa #1                    | |                                       |
| EA#074 | Rib-Addi, König von Gubla an den Pharao #4                  | |                                       |
| EA#075 | Rib-Addi, König von Gubla an den Pharao #5                  | |                                       |
| EA#076 | Rib-Addi, König von Gubla an den Pharao #6                  | |                                       |
| EA#077 | Rib-Addi, König von Gubla an Amanappa #2                    | |                                       |
| EA#078 | Rib-Addi, König von Gubla an den Pharao #7                  | |                                       |
| EA#079 | Rib-Addi, König von Gubla an den Pharao #8                  | |                                       |
| EA#080 | Rib-Addi, König von Gubla an den Pharao #9                  | |                                       |
| EA#081 | Rib-Addi, König von Gubla an den Pharao #10                 | |                                       |
| EA#082 | Rib-Addi, König von Gubla an Amanappa #3                    | |                                       |
| EA#083 | Rib-Addi, König von Gubla an den Pharao #11                 | |                                       |
| EA#084 | Rib-Addi, König von Gubla an den Pharao #12                 | |                                       |
| EA#085 | Rib-Addi, König von Gubla an den Pharao #13                 | |                                       |
| EA#086 | Rib-Addi, König von Gubla an Amanappa #4                    | |                                       |
| EA#087 | Rib-Addi, König von Gubla an Amanappa #5                    | |                                       |
| EA#088 | Rib-Addi, König von Gubla an den Pharao #14                 | |                                       |
| EA#089 | Rib-Addi, König von Gubla an den Pharao #15                 | |                                       |
| EA#090 | Rib-Addi, König von Gubla an den Pharao #16                 | |                                       |
| EA#091 | Rib-Addi, König von Gubla an den Pharao #17                 | |                                       |
| EA#092 | Rib-Addi, König von Gubla an den Pharao #18                 | |                                       |
| EA#093 | Rib-Addi, König von Gubla an Amanappa #6                    | |                                       |
| EA#094 | Rib-Addi, König von Gubla an den Pharao #19                 | |                                       |
| EA#095 | Rib-Addi, König von Gubla an einen Großen (General ?)       | |                                       |
| EA#096 | Großer (General ?) an Rib-Addi, König von Gubla             | |                                       |
| EA#097 | Jappa'-Addi an Šumu-Haddi                                   | |                                       |
| EA#098 | Jappa'-Addi an Janhamu                                      | |                                       |
| EA#099 | Pharao an den Mann von Ammija(?)                            | |                                       |
| EA#100 | Die Ältesten aus Irqata an den Pharao                       | |                                       |
| EA#101 | Mann aus Gubla (Rib-Addi ?) an einen ägyptischen Beamten    | |                                       |
| EA#102 | Rib-Addi, König von Gubla an Janhamu                        | |                                       |
| EA#103 | Rib-Addi, König von Gubla an den Pharao #20                 | |                                       |
| EA#104 | Rib-Addi, König von Gubla an den Pharao #21                 | |                                       |
| EA#105 | Rib-Addi, König von Gubla an den Pharao #22                 | |                                       |
| EA#106 | Rib-Addi, König von Gubla an den Pharao #23                 | |                                       |
| EA#107 | Rib-Addi, König von Gubla an den Pharao #24                 | |                                       |
| EA#108 | Rib-Addi, König von Gubla an den Pharao #25                 | |                                       |
| EA#109 | Rib-Addi, König von Gubla an den Pharao #26                 | |                                       |
| EA#110 | Rib-Addi, König von Gubla an den Pharao #27                 | |                                       |
| EA#111 | Rib-Addi, König von Gubla an den Pharao #28                 | |                                       |
| EA#112 | Rib-Addi, König von Gubla an den Pharao #29                 | |                                       |
| EA#113 | Rib-Addi, König von Gubla einen ägyptischen Beamten         | |                                       |
| EA#114 | Rib-Addi, König von Gubla an den Pharao #30                 | |                                       |
| EA#115 | Rib-Addi, König von Gubla an den Pharao #31                 | |                                       |
| EA#116 | Rib-Addi, König von Gubla an den Pharao #32                 | |                                       |
| EA#117 | Rib-Addi, König von Gubla an den Pharao #33                 | |                                       |
| EA#118 | Rib-Addi, König von Gubla an den Pharao #34                 | |                                       |
| EA#119 | Rib-Addi, König von Gubla an den Pharao #35                 | |                                       |
| EA#120 | Rib-Addi, König von Gubla an den Pharao #36                 | |                                       |
| EA#121 | Rib-Addi, König von Gubla an den Pharao #37                 | |                                       |
| EA#122 | Rib-Addi, König von Gubla an den Pharao #38                 | |                                       |
| EA#123 | Rib-Addi, König von Gubla an den Pharao #39                 | |                                       |
| EA#124 | Rib-Addi, König von Gubla an den Pharao #40                 | |                                       |
| EA#125 | Rib-Addi, König von Gubla an den Pharao #41                 | |                                       |
| EA#126 | Rib-Addi, König von Gubla an den Pharao #42                 | |                                       |
| EA#127 | Rib-Addi, König von Gubla an den Pharao #43                 | |                                       |
| EA#128 | Rib-Addi, König von Gubla an den Pharao #44                 | |                                       |
| EA#129 | Rib-Addi, König von Gubla an den Pharao #45                 | |                                       |
| EA#130 | Rib-Addi, König von Gubla an den Pharao #46                 | |                                       |
| EA#131 | Rib-Addi, König von Gubla an den Pharao #47                 | |                                       |
| EA#132 | Rib-Addi, König von Gubla an den Pharao #48                 | |                                       |
| EA#133 | Rib-Addi, König von Gubla an den Pharao #49                 | |                                       |
| EA#134 | Rib-Addi, König von Gubla an den Pharao #50                 | |                                       |
| EA#135 | Rib-Addi, König von Gubla an den Pharao #51                 | |                                       |
| EA#136 | Rib-Addi, König von Gubla an den Pharao #52                 | |                                       |
| EA#137 | Rib-Addi, König von Gubla an den Pharao #53                 | |                                       |
| EA#138 | Rib-Addi, König von Gubla an den Pharao #54                 | |                                       |
| EA#139 | Ili-rapih und Gubla an den Pharao #1                        | |                                       |
| EA#140 | Ili-rapih und Gubla an den Pharao #2                        | |                                       |
| EA#141 | Ammunira, König von Beruta an den Pharao #1                 | |                                       |
| EA#142 | Ammunira, König von Beruta an den Pharao #2                 | |                                       |
| EA#143 | Ammunira, König von Beruta an den Pharao #3                 | |                                       |
| EA#144 | König Zimrida von Sidon an den Pharao                       | |                                       |
| EA#145 | Zimrida an einen Beamten                                    | |                                       |
| EA#146 | Abi-milki, König von Tyros an den Pharao #1                 | |                                       |
| EA#147 | Abi-milki, König von Tyros an den Pharao #2                 | |                                       |
| EA#148 | Abi-milki, König von Tyros an den Pharao #3                 | |                                       |
| EA#149 | Abi-milki, König von Tyros an den Pharao #4                 | |                                       |
| EA#150 | Abi-milki, König von Tyros an den Pharao #5                 | |                                       |
| EA#151 | Abi-milki, König von Tyros an den Pharao #6                 | Berichtet über Ereignisse im Land Danuna (Danunäer) und einen Brand in Ugarit                                                         |                                       |
| EA#152 | Abi-milki, König von Tyros an den Pharao #7                 | |                                       |
| EA#153 | Abi-milki, König von Tyros an den Pharao #8                 | |                                       |
| EA#154 | Abi-milki, König von Tyros an den Pharao #9                 | |                                       |
| EA#155 | Abi-milki, König von Tyros an den Pharao #10                | |                                       |
| EA#156 | Aziru, König von Amurru an den Pharao #1                    | |                                       |
| EA#157 | Aziru, König von Amurru an den Pharao #2                    | |                                       |
| EA#158 | Aziru, König von Amurru an Dudu #1                          | |                                       |
| EA#159 | Aziru, König von Amurru an den Pharao #3                    | |                                       |
| EA#160 | Aziru, König von Amurru an den Pharao #4                    | |                                       |
| EA#161 | Aziru, König von Amurru an den Pharao #5                    | | Ton entspricht EA100 aus Irqata       |
| EA#162 | Pharao an Aziru, König von Amurru                           | |                                       |
| EA#163 | Pharao an …                                                 | |                                       |
| EA#164 | Aziru, König von Amurru an Dudu #2                          | | Ton entspricht EA100 aus Irqata       |
| EA#165 | Aziru, König von Amurru an den Pharao #6                    | |                                       |
| EA#166 | Aziru, König von Amurru an Hai                              | |                                       |
| EA#167 | Aziru, König von Amurru an [Dudu?] #3                       | |                                       |
| EA#168 | Aziru, König von Amurru an den Pharao #7                    | |                                       |
| EA#169 | Sohn des Aziru (Ari-Teššup?) an einen ägyptischen Beamten   | | Ton entspricht EA100                  |
| EA#170 | Baʿaluja (Bruder des Aziru) und Bet-ili an Aziru in Ägypten | | Ton entspricht EA100                  |
| EA#171 | Aziru, König von Amurru an den Pharao #8                    | | Ton entspricht EA100, vgl. auch EA157 |
| EA#172 | ---                                                         | |                                       |
| EA#173 | … an den Pharao                                             | |                                       |
| EA#174 | Bieri von Hašabu an den Pharao                              | |                                       |
| EA#175 | 'Ildajja von Hasi den Pharao                                | |                                       |
| EA#176 | … an den Pharao                                             | |                                       |
| EA#177 | Jamiuta, König von Guddašuna an den Pharao                  | |                                       |
| EA#178 | Hibija an einen Großen                                      | |                                       |
| EA#179 | … an den Pharao                                             | |                                       |
| EA#180 | … an den Pharao                                             | |                                       |
| EA#181 | … an den Pharao                                             | |                                       |
| EA#182 | Šuttarna, König von Mušiḫuna an den Pharao #1               | |                                       |
| EA#183 | Šuttarna, König von Mušiḫuna an den Pharao #2               | |                                       |
| EA#184 | Šuttarna, König von Mušiḫuna an den Pharao #3               | |                                       |
| EA#185 | Majarzana, König von Hasi an den Pharao #1                  | |                                       |
| EA#186 | Majarzana von Hasi an den Pharao #2                         | |                                       |
| EA#187 | Šatija von Enišasi an den Pharao                            | |                                       |
| EA#188 | … an den Pharao                                             | |                                       |
| EA#189 | Etakkama von Kadeš an den Pharao                            | |                                       |
| EA#190 | Pharao an Etakkama (?) von Kadeš                            | |                                       |
| EA#191 | Arsawuja, König von Ruhizza an den Pharao #1                | |                                       |
| EA#192 | Arsawuja, König von Ruhizza an den Pharao #2                | |                                       |
| EA#193 | Tiwati an den Pharao                                        | |                                       |
| EA#194 | Birjawaza von Damaskus an den Pharao #1                     | |                                       |
| EA#195 | Birjawaza von Damaskus an den Pharao #2                     | |                                       |
| EA#196 | Birjawaza von Damaskus an den Pharao #3                     | |                                       |
| EA#197 | Birjawaza von Damaskus an den Pharao #4                     | |                                       |
| EA#198 | Arašša von Kumidi an den Pharao                             | |                                       |
| EA#199 | … an den Pharao                                             | |                                       |
| EA#200 | … an den Pharao                                             | Berichte über Achlamäer und Karduniaš                                                                                                 |                                       |
| EA#201 | Artemanja von Ziribasani an König                           | |                                       |
| EA#202 | Amajase an König                                            | |                                       |
| EA#203 | Abdi Milki von Saschimi                                     | |                                       |
| EA#204 | Prinz von Qanu an den König                                 | |                                       |
| EA#205 | Prinz von Gubbu an den König                                | |                                       |
| EA#206 | Prinz von Naziba an den König                               | |                                       |
| EA#207 | Ipteh … an König                                            | |                                       |
| EA#208 | … einen ägyptischen Beamten oder König                      | |                                       |
| EA#209 | Zisamimi an König                                           | |                                       |
| EA#210 | Zisami[mi] an Amenhotep IV.                                 | |                                       |
| EA#211 | Zitrijara an König #1                                       | |                                       |
| EA#212 | Zitrijara an König #2                                       | |                                       |
| EA#213 | Zitrijara an König #3                                       | |                                       |
| EA#214 | … an König                                                  | |                                       |
| EA#215 | Baiawa an König #1                                          | |                                       |
| EA#216 | Baiawa an König #2                                          | |                                       |
| EA#217 | A[h]… an König                                              | |                                       |
| EA#218 | … an König                                                  | |                                       |
| EA#219 | … an König                                                  | |                                       |
| EA#220 | Nukurtuwa von (?) [Z]unu an König                           | |                                       |
| EA#221 | Wiktazu an König #1                                         | |                                       |
| EA#222 | Pharao an Intaruda                                          | |                                       |
| EA#222 | Wik[tazu] an König #2                                       | |                                       |
| EA#223 | En[g]u[t]a (Endaruta ?) an König                            | |                                       |
| EA#224 | Sum-Add[a] an König                                         | |                                       |
| EA#225 | Sum-Adda von Samhuna an König                               | |                                       |
| EA#226 | Sipturi_ an König                                           | |                                       |
| EA#227 | König von Hazor                                             | |                                       |
| EA#228 | König Abdi-Tirsi von Hazor                                  | |                                       |
| EA#229 | Abdi-na-… an König                                          | |                                       |
| EA#230 | Iama an König                                               | |                                       |
| EA#231 | … an König                                                  | |                                       |
| EA#232 | König Surata von Akko an den Pharao                         | |                                       |
| EA#233 | König Satatna von Akko an den Pharao #1                     | |                                       |
| EA#234 | König Satatna von Akko an den Pharao #2                     | |                                       |
| EA#235 | Zitatna/(Satatna) an König                                  | |                                       |
| EA#236 | … an König                                                  | |                                       |
| EA#237 | Bajadi an König                                             | |                                       |
| EA#238 | Bajadi                                                      | |                                       |
| EA#239 | Baduzana                                                    | |                                       |
| EA#240 | … an König                                                  | |                                       |
| EA#241 | Rusmania an König                                           | |                                       |
| EA#242 | Biridija, König von Megiddo an den Pharao #1                | |                                       |
| EA#243 | Biridija, König von Megiddo an den Pharao #2                | |                                       |
| EA#244 | Biridija, König von Megiddo an den Pharao #3                | Mitteilung über eine Seuche und Belagerung der Stadt.                                                                                 |                                       |
| EA#245 | Biridija, König von Megiddo an den Pharao #4                | |                                       |
| EA#246 | Biridija, König von Megiddo an den Pharao #5                | |                                       |
| EA#247 | Biridija, König von Megiddo oder Jasdata                    | |                                       |
| EA#248 | Ja[sd]ata an König                                          | |                                       |
| EA#248 | Biridija, König von Megiddo an den Pharao                   | |                                       |
| EA#249 | Baluursag                                                   | Beschwerde des Baluursag, dass Milkilu seine Soldaten schlecht behandelt                                                              |                                       |
| EA#249 | Addu-Ur.sag an König                                        | |                                       |
| EA#250 | Addu-Ur.sag an König                                        | Beschwerde des Baluursag wegen Milkilu                                                                                                |                                       |
| EA#251 | … einen ägyptischen Beamten                                 | |                                       |
| EA#252 | Labaja an König                                             | |                                       |
| EA#253 | Labaja an König                                             | |                                       |
| EA#254 | Labaja an König                                             | Beschwerde des Labayu wegen Angriffen des Milkilu                                                                                     |                                       |
| EA#255 | Mut-Balu oder Mut-Bahlum an König                           | |                                       |
| EA#256 | Mut-Balu an Janhamu                                         | |                                       |
| EA#257 | Balu-Mihir an König #1                                      | |                                       |
| EA#258 | Balu-Mihir an König #2                                      | |                                       |
| EA#259 | Balu-Mihir an König #3                                      | |                                       |
| EA#260 | Balu-Mihir an König #4                                      | |                                       |
| EA#261 | Dasru an König #1                                           | |                                       |
| EA#262 | Dasru an König #2                                           | |                                       |
| EA#263 | … an lord                                                   | |                                       |
| EA#264 | Tagi, Vorsteher von Gezer an den Pharao #1                  | |                                       |
| EA#265 | Tagi, Vorsteher von Gezer an den Pharao #2                  | |                                       |
| EA#266 | Tagi, Vorsteher von Gezer an den Pharao #3                  | |                                       |
| EA#267 | Milkilu, Bürgermeister von Gezer an den Pharao #1           | Milkilu bestätigt, dass er einen Befehl des ägyptischen Königs ausgeführt hat                                                         |                                       |
| EA#268 | Milkilu, Bürgermeister von Gezer an den Pharao #2           | Brief des Milkilu, Inhalt unklar. Es werden Geschenke genannt                                                                         |                                       |
| EA#269 | Milkilu, Bürgermeister von Gezer an den Pharao #3           | Milkilu bittet um Bogenschützen |                                       |
| EA#270 | Milkilu, Bürgermeister von Gezer an den Pharao #4           | Milkilu beklagt sich über Yanchamu (einen Beamten des ägyptischen Königs), dass dieser Milkilu erpresst                               |                                       |
| EA#271 | Milkilu, Bürgermeister von Gezer an den Pharao #5           | Milkilu und Suwardatta werden bedroht von den Apiru                                                                                   |                                       |
| EA#272 | Sum.. . an König                                            | |                                       |
| EA#273 | Ba-Lat-Nese an König                                        | Brief der Ninurman, die regierende Herrscherin war, sie vermerkt, dass zwei Söhne des Milkilu beinahe getötet wurden                  |                                       |
| EA#274 | Ba-Lat-Nese an König #2                                     | |                                       |
| EA#275 | Iahazibada an König #1                                      | |                                       |
| EA#276 | Iahazibada an König #2                                      | |                                       |
| EA#277 | König Suwardatta von Qiltu an den Pharao #1                 | |                                       |
| EA#278 | König Suwardata von Qiltu an den Pharao #2                  | |                                       |
| EA#279 | König Suwardata von Qiltu an den Pharao #3                  | |                                       |
| EA#280 | König Suwardata von Qiltu an den Pharao #3                  | |                                       |
| EA#281 | König Suwardata von Qiltu an den Pharao #4                  | |                                       |
| EA#282 | König Suwardata von Qiltu an den Pharao #5                  | |                                       |
| EA#283 | König Suwardata von Qiltu an den Pharao #6                  | |                                       |
| EA#284 | König Suwardata von Qiltu an den Pharao #7                  | |                                       |
| EA#285 | Abdi-Hepat, König von Jerusalem an den Pharao               | |                                       |
| EA#286 | Abdi-Hepat, König von Jerusalem an den Pharao               | Beschwerde des Abdi-Hepa über Milkilu (in umgekehrter Schreibung Ilimilku), der das Land zugrunde richtet                             |                                       |
| EA#287 | Abdi-Hepat, König von Jerusalem an den Pharao               | Abdi-Hepa beschwert sich über Milkilu, der die Stadt Qiltu angegriffen habe                                                           |                                       |
| EA#288 | Abdi-Hepat, König von Jerusalem an den Pharao               | |                                       |
| EA#289 | Abdi-Hepat, König von Jerusalem an den Pharao               | Abi-Hepa beschwert sich über weitere Eroberungen des Milkilu                                                                          |                                       |
| EA#290 | Abdi-Hepat, König von Jerusalem an den Pharao               | Abi-Hepa beschwert sich über weitere Eroberungen des Milkilu                                                                          |                                       |
| EA#290 | König Suwardata von Qiltu an König                          | |                                       |
| EA#291 | … an …                                                      | |                                       |
| EA#292 | Addu-Dani, Bürgermeister von Gezer an den Pharao #1         | |                                       |
| EA#293 | Addu-Dani, Bürgermeister von Gezer an den Pharao #2         | |                                       |
| EA#294 | Addu-Dani, Bürgermeister von Gezer an den Pharao #3         | |                                       |
| EA#295 |                                                             | |                                       |
| EA#295 | Addu-Dani, Bürgermeister von Gezer an den Pharao #4         | |                                       |
| EA#296 | König Iahtiri von Gaza                                      | |                                       |
| EA#297 | Iapah[i] Bürgermeister von Gezer an den Pharao #1           | |                                       |
| EA#298 | Iapahi, Bürgermeister von Gezer an den Pharao #2            | |                                       |
| EA#299 | Iapahi, Bürgermeister von Gezer an den Pharao #3            | |                                       |
| EA#300 | Iapahi, Bürgermeister von Gezer an den Pharao #4            | |                                       |
| EA#301 | Subandu an König #1                                         | |                                       |
| EA#302 | Subandu an König #2                                         | |                                       |
| EA#303 | Subandu an König #3                                         | |                                       |
| EA#304 | Subandu an König #4                                         | |                                       |
| EA#305 | Subandu an König #5                                         | |                                       |
| EA#306 | Subandu an König #6                                         | |                                       |
| EA#307 | … an König                                                  | |                                       |
| EA#308 | … an König                                                  | |                                       |
| EA#309 | … an König                                                  | |                                       |
| EA#310 | … an König                                                  | |                                       |
| EA#311 | … an König                                                  | |                                       |
| EA#312 | … an König                                                  | |                                       |
| EA#313 | … an König                                                  | |                                       |
| EA#314 | König Pu-Baʿlu von Jursa an den Pharao #1                   | |                                       |
| EA#315 | König Pu-Baʿlu von Jursa an den Pharao #2                   | |                                       |
| EA#316 | König Pu-Baʿlu von Jursa an den Pharao                      | |                                       |
| EA#317 | Dagantakala an König #1                                     | |                                       |
| EA#318 | Dagantakala an König #2                                     | |                                       |
| EA#319 | König Zurasar von A[h]tirumna an König                      | |                                       |
| EA#320 | König Widia von Askalon an den Pharao #1                    | |                                       |
| EA#321 | König Widia von Askalon an den Pharao #2                    | |                                       |
| EA#322 | König Widia von Askalon an den Pharao #3                    | |                                       |
| EA#323 | König Widia von Askalon an den Pharao #4                    | |                                       |
| EA#324 | König Widia von Askalon an den Pharao #5                    | |                                       |
| EA#325 | König Widia von Askalon an den Pharao #6                    | |                                       |
| EA#326 | König Widia von Askalon an den Pharao #7                    | |                                       |
| EA#327 | … der König                                                 | |                                       |
| EA#328 | Iabniilu, Bürgermeister von Lachisch an den Pharao          | |                                       |
| EA#329 | König Zimridi von Lachisch an den Pharao                    | |                                       |
| EA#330 | Sipti-Ba-Lu, Bürgermeister von Lachisch an den Pharao #1    | |                                       |
| EA#331 | Sipti-Ba-Lu, Bürgermeister von Lachisch an den Pharao #2    | |                                       |
| EA#332 | Sipti-Ba-Lu, Bürgermeister von Lachisch an den Pharao #3    | |                                       |
| EA#333 | Papi an einen Beamten                                       | Der Brief wurde in Tell el-Hesi gefunden.                                                                                             |                                       |
| EA#334 | …dih von Zuhra an den Pharao                                | |                                       |
| EA#335 | Abdi-Aširta, König von Amurru an den Pharao #6              | |                                       |
| EA#336 | Hiziri an König #1                                          | |                                       |
| EA#337 | Hiziri an König #2                                          | |                                       |
| EA#338 | Zi.. . an König                                             | |                                       |
| EA#339 | … an König                                                  | |                                       |
| EA#340 | Schultext                                                   | |                                       |
| EA#341 | Schultext                                                   | |                                       |
| EA#342 | Schultext                                                   | |                                       |
| EA#343 | Schultext                                                   | |                                       |
| EA#344 | Schultext                                                   | |                                       |
| EA#345 | Schultext                                                   | |                                       |
| EA#346 | Schultext                                                   | |                                       |
| EA#347 | Schultext                                                   | |                                       |
| EA#348 | Schultext                                                   | |                                       |
| EA#349 | Schultext                                                   | |                                       |
| EA#350 | Schultext                                                   | |                                       |
| EA#351 | Schultext                                                   | |                                       |
| EA#352 | Schultext                                                   | |                                       |
| EA#354 | Schultext                                                   | |                                       |
| EA#355 | Schultext                                                   | |                                       |
| EA#356 | Der Mythos von Adapa und dem Südwind                        | |                                       |
| EA#357 | Mythos von Ereschkigal und Nergal                           | |                                       |
| EA#358 | Mythos-Fragment                                             | |                                       |
| EA#359 | Epos des Königs der Schlacht, šar taměāri.                  | | Sprachlich hethitische Einflüsse      |
| EA#360 | Schultext                                                   | |                                       |
| EA#361 | Teil von EA#56                                              | |                                       |
| EA#362 | Rib-Addi, König von Gubla an den Pharao #55                 | |                                       |
| EA#363 | Abdi-reša von Enišasi an den Pharao                         | |                                       |
| EA#364 | Ajjab von Aštartu (im Hauran) an den Pharao                 | |                                       |
| EA#365 | Biridija, König von Megiddo an den Pharao #8                | |                                       |
| EA#366 | Šuwardata von Qiltu an den Pharao #9                        | |                                       |
| EA#367 | Pharao an Endaruta von Akšapa                               | |                                       |
| EA#369 | Pharao an Milkilu von Gezer                                 | Brief des ägyptischen Königs an Milkilu; der Herrscher sendet Geschenke und wünscht als Gegengabe sehr schöne (weibliche) Mundschenke |                                       |
| EA#368 | Schultext                                                   | |                                       |
| EA#372 | Schultext                                                   | |                                       |
| EA#373 | Schultext                                                   | |                                       |
| EA#374 | Schultext                                                   | |                                       |
| EA#375 | Epos des Königs der Schlacht, šar taměāri                   | | Sprachlich hethitische Einflüsse      |
| EA#376 | Schultext                                                   | |                                       |
| EA#377 | Schultext ?                                                 | |                                       |
| EA#379 | Schultext                                                   | |                                       |
| EA#381 | …                                                           | |                                       |

## Rohmaterial
Das Rohmaterial der Tafeln wurde in dem Forschungsprojekt Provenance Study of the Corpus of Cuneiform Tablets from Eretz-Israel untersucht, das durch die Israel Science Foundation gefördert wird. Dabei wurden Dünnschliffe petrographisch untersucht und Neutronenaktivierungsanalysen durchgeführt, um die Herkunft des verwendeten Tons und damit der Tafeln zu bestimmen. Die Untersuchungsmethoden dazu wurden im Jahr 2002 veröffentlicht.

## Forschungsprobleme
Die Tafeln wurden in Amarna zurückgelassen, weil sie wahrscheinlich zum Zeitpunkt des Umzugs nicht mehr von Bedeutung waren. Bei neueren Forschungen ging es vor allem darum, anhand der petrochemischen Zusammensetzung der Tontafeln ihre genaue Herkunft zu bestimmen und damit die jeweiligen Verfasser zu lokalisieren, da dies mit den traditionellen Methoden bisher nicht immer möglich war.
Eines der Probleme ist die Bewertung des Verhältnisses der korrespondierenden Fürsten. Auf mehreren Tafeln wird der Pharao um Hilfe angefleht; die dramatisch geschilderten Ereignisse verheißen als Konsequenz für ein Nicht-Eingreifen des Pharaos den Verlust der Herrschaft und teilweise auch des Lebens des Absenders. Dies führte zu der These, Echnaton habe weltabgewandt in Amarna gelebt und unter ihm seien viele Provinzen verloren gegangen. Einige Ägyptologen, darunter Cyril Aldred, plädieren jedoch dafür, diese Staaten nicht als direkten Teil des ägyptischen Reiches zu sehen, sondern lediglich als abhängige Staaten. Aldred meint, die Pharaonen hätten bewusst einige dieser asiatischen Kleinherrscher gestärkt, damit keines der Kleinreiche eine herausgehobene Stellung erringen konnte. Der dramatische Wortlaut sei der normale Schreibstil der Herrscher, und die Pharaonen hätten bestimmten Königreichen die Unterstützung entzogen, um das Gleichgewicht der Mächte zu wahren.

### Editionen
- Hugo Winckler (Hrsg.): Der Thontafelfund von El Amarna (= Königliche Museen zu Berlin. Mittheilungen aus den Orientalischen Sammlungen. Band 1–3, ZDB-ID 275422-8). 2 Bände (in 3). Nach den Originalen autographiert von Ludwig Abel. Spemann, Berlin 1889–1890.
- Carl Bezold, E. A. Wallis Budge: The Tell el-Amarna Tablets in the British Museum. British Museum u. a., London 1892 (Online).
- Otto Schroeder: Die Tontafeln von el-Amarna (= Vorderasiatische Schriftdenkmäler der Königlichen Museen zu Berlin. Heft 11–12, ISSN 0138-449X). 2 Bände. Hinrichs, Leipzig 1915 (Online).
- Anson F. Rainey: The El-Amarna correspondence: a new edition of the cuneiform letters from the site of El-Amarna based on collations of all extant tablets. Band 1 (= Handbook of Oriental studies. = Handbuch der Orientalistik, Section 1, Ancient Near East.). E-Book. Brill, Leiden 2015, ISBN 978-90-04-28145-5.

### Übersetzungen
- Jørgen Alexander Knudtzon (Hrsg.): Die El-Amarna-Tafeln. Mit Einleitung und Erläuterungen. Anmerkungen und Register bearbeitet von Otto Weber und Erich Ebeling. Hinrichs, Leipzig 1915 (Neudruck. Zeller, Aalen 1964);
  - Band 1: Die Texte (= Vorderasiatische Bibliothek. Band 2, 1. Hälfte, ZDB-ID 536309-3), (online);
  - Band 2: Anmerkungen und Register (= Vorderasiatische Bibliothek. Band 2, 2. Hälfte), (online);
- Anson F. Rainey: El-Amarna Tablets 359–379 (= Alter Orient und Altes Testament. Band 8, ISSN 0931-4296). Supplement to J. A. Knudtzon: Die El-Amarna-Tafeln. Butzon & Bercker u. a., Kevelaer u. a. 1970.
- William L. Moran: Les Lettres d'el Amarna. Correspondence Diplomatique du Pharaon (= Littératures anciennes du Proche-Orient. Band 13). Editions du Cerf, Paris 1987, ISBN 2-204-02645-X (In englischer Sprache: The Amarna Letters. Johns Hopkins University Press, Baltimore (MD) 1992, ISBN 0-8018-4251-4).
- Mario Liverani (Hrsg.): Le lettere di el-Amarna. 2 Bände. Paideia, Brescia 1998–1999;
  - Band 1: Le lettere dei „Piccoli Re“ (= Testi del Vicino Oriente antico. 2: Letterature mesopotamiche. Band 3,  Nr. 1). ISBN 88-394-0565-8;
  - Band 2: Le lettere dei „Grandi Re“ (= Testi del Vicino Oriente antico. 2: Letterature mesopotamiche. Band 3, Nr. 2). ISBN 88-394-0566-6.

Eine Auswahl an Briefen in deutscher Übersetzung bietet:
- Texte aus der Umwelt des Alten Testaments. Band 1: Rechts- und Wirtschaftsurkunden. Lieferung 5: Historisch-chronologische Texte II. Gütersloher Verlags-Haus Mohn, Gütersloh 1985, ISBN 3-579-00064-0, S. 512–520.
- Texte aus der Umwelt des Alten Testaments. Neue Folge, Band 3: Briefe. Gütersloher Verlags-Haus Mohn, Gütersloh 2006, ISBN 3-579-05287-X, S. 173–229.
  - Anson F. Rainey: Briefe aus Palästina. In: Texte aus der Umwelt des Alten Testaments. Neue Folge, 3. Band: Briefe. S. 195–205 (Volltext online).

### Überblick und Einzelfragen
- Trevor Bryce: Letters of the Great Kings of the Ancient Near East. The Royal Correspondence of the Late Bronze Age. Routledge, London / New York 2003, ISBN 978-0-203-50498-7.
- Edward Fay Campbell: The Chronology of the Amarna Letters. With Special Reference to the Hypothetical Coregency of Amenophis III and Akhenaten. The Johns Hopkins Press, Baltimore (MD) 1964.
- Raymond Cohen, Raymond Westbrook (Hrsg.): Amarna Diplomacy. The Beginnings of International Relations. Johns Hopkins University Press, Baltimore (MD) u. a. 2000, ISBN 0-8018-6199-3.
- Yuval Goren, Israel Finkelstein, Nadav Naʾaman: Inscribed in Clay. Provenance Study of the Amarna Tablets and other Ancient Near Eastern Texts (= Tel Aviv University. Monograph Series of the Institute of Archaeology. Band 23). Emery and Claire Yass Publications in Archaeology, Tel Aviv 2004, ISBN 965-266-020-5.
- Yuval Goren, Israel Finkelstein, Nadav Naʾaman: Petrographic Investigation of the Amarna Tablets. In: Near Eastern Archaeology. Band 65, Nr. 3, 2002, ISSN 1094-2076, S. 196–205, doi:10.2307/3210884.
- Yuval Goren, Israel Finkelstein, Nadav Naʾaman: The Expansion of the Kingdom of Amurru according to the Petrographic Investigation of the Amarna Tablets. In: Bulletin of the American Schools of Oriental Research. Nr. 329, 2003, ISSN 0003-097X, S. 1–11 (online).
- Yuval Goren, Israel Finkelstein, Nadav Naʾaman: The seat of three disputed Canaanite rulers according to petrographic investigation of the Amarna tablets. In: Tel Aviv. Nr. 2, 2002, ISSN 0334-4355, S. 221–237, doi:10.1179/tav.2002.2002.2.221.
- Yuval Goren, Shlomo Bunimovitz, Israel Finkelstein, Nadav Naʾaman: The location of Alashiya: New evidence from petrographic investigation of Alashiyan tablets from el-Amarna and Ugarit. In: American Journal of Archaeology. Band 107, Nr. 2, 2003, ISSN 0002-9114, S. 233–255, doi:10.3764/aja.107.2.233.
- Yuval Goren, Nadav Naʾaman, Hans Mommsen, Israel Finkelstein: Provenance study and re-evaluation of the cuneiform documents from the Egyptian residency at Tel Aphek. In: Ägypten und Levante. Nr. 16, 2007, ISSN 1015-5104, S. 161–172, doi:10.1553/AEundL16s161.
- Rolf Hachmann: Die ägyptische Verwaltung in Syrien während der Amarnazeit. In: Zeitschrift des Deutschen Palästina-Vereins. (ZDPAV) Band 98, 1982, ISSN 2192-3124, S. 17–49.
- Wolfgang Helck: Amarna-Briefe. In: Wolfgang Helck (Hrsg.): Lexikon der Ägyptologie (LÄ). Band I, Harrassowitz, Wiesbaden 1975, ISBN 3-447-01670-1, Sp. 173.
- Jørgen Alexander Knudtzon: Die zwei Arzawa-Briefe: Die ältesten Urkunden in indogermanischer Sprache. Hinrichs’sche Buchhandlung, Leipzig 1902 (Digitalisat [abgerufen am 5. November 2017]).
- Cord Kühne: Die Chronologie der internationalen Korrespondenz von el-Amarna (= Alter Orient und Altes Testament. Band 17). Neukirchener Verlag u. a., Neukirchen-Vluyn u. a. 1973, ISBN 3-7887-0376-8 (Zugleich: Dissertation, Freie Universität Berlin, 1970).
- Mario Liverani: Amarna Letters. In: Kathryn A. Bard (Hrsg.): Encyclopedia of the Archaeology of Ancient Egypt. Routledge, London 1999, ISBN 0-415-18589-0, S. 133–135.
- Samuel A. B. Mercer, Frank Hudson Hallock (Hrsg.): The Tell el-Amarna Tablets. 2 Bände. Macmillan, Toronto 1939.
- Matthias Müller: Amarnabriefe. In: Michaela Bauks, Klaus Koenen, Stefan Alkier (Hrsg.): Das wissenschaftliche Bibellexikon im Internet (WiBiLex), Stuttgart, 2006 ff., abgerufen am 2. Oktober 2023.
- Juan-Pablo Vita: Das Gezer-Corpus von El-Amarna. Umfang und Schreiber. In: Zeitschrift für Assyriologie. Band 90, 2000, ISSN 0084-5299, S. 70–77, (Volltext als PDF, 1,2 MB).

### Die Beziehungen Ägyptens zu Vorder- und Kleinasien
- Francis Breyer: Ägypten und Anatolien. Politische, kulturelle und sprachliche Kontakte zwischen dem Niltal und Kleinasien im 2. Jahrtausend v. Chr. (= Österreichische Akademie der Wissenschaften. Denkschriften der Gesamtakademie. Band 63 = Contributions to the Chronology of the Eastern Mediterranean. Band 25). Verlag Österreichischen Akademie der Wissenschaften, Wien 2010, ISBN 978-3-7001-6593-4 (Zugleich: Dissertation, Universität Basel, 2005).
- Wolfgang Helck: Die Beziehungen Ägyptens zu Vorderasien im 3. und 2. Jahrtausend v. Chr. (= Ägyptologische Abhandlungen. Band 5). 2., verbesserte Auflage. Harrassowitz, Wiesbaden 1971, ISBN 3-447-01298-6.

### Die Amarna-Zeit
- Marc Gabolde: D'Akhenaton à Toutânkhamon (= Collection de l'Institut d'Archeólogie et d'Histoire de l'Antiquite,́ Universite ́Lumier̀e Lyon 2. Band 3). Université Lumière-Lyon 2 – Institut d'archéologie et d'histoire de l'Antiquité u. a., Lyon u. a. 1998, ISBN 2-911971-02-7.
- Frederick J. Giles: The Amarna Age. Egypt (= The Australian Centre for Egyptology, Sydney. Studies. Band 6). Aris & Phillips, Wiltshire 2001, ISBN 0-85668-820-7.
- Alfred Grimm, Sylvia Schoske (Hrsg.): Das Geheimnis des goldenen Sarges. Echnaton und das Ende der Amarnazeit (= Schriften aus der Ägyptischen Sammlung. (SAS). Band 10). Staatliche Sammlung Ägyptischer Kunst München, München 2001, ISBN 3-87490-722-8.
- Rolf Krauss: Das Ende der Amarna-Zeit. Beiträge zur Geschichte und Chronologie des Neuen Reiches (= Hildesheimer ägyptologische Beiträge. Band 7). Gerstenberg, Hildesheim 1978, ISBN 3-8067-8036-6.
- W. M. Flinders Petrie: Tell el Amarna. Methuen, London 1894 (Online).
- Hermann Alexander Schlögl: Echnaton – Tutanchamun. Fakten und Texte. Harrassowitz, Wiesbaden 1983, ISBN 3-447-02337-6.